# Ligne R du Transilien
La ligne R du Transilien, plus souvent simplement dénommée ligne R, est une ligne de trains de banlieue du réseau Transilien qui dessert le sud-est de l'Île-de-France. Elle relie Paris-Gare-de-Lyon à Montereau (Seine-et-Marne) et Montargis (Loiret).
Lancée en 2004, la ligne est longue de 164 kilomètres et transporte 70000 personnes par jour . Exploitée par la Société nationale des chemins de fer français (SNCF), la majorité de la ligne se situe en Île-de-France, donc dans le ressort d'Île-de-France Mobilités (ex-STIF) mais l'extrémité de la branche de Montargis se situe en dehors de la région, dans le Loiret, en région Centre-Val de Loire.

Plan de la ligne.

## Histoire

### Chronologie
- fin 2004 : constitution de la ligne R à partir du réseau Transilien Paris-Lyon (ex-ligne K)
- 14 décembre 2008 : mise en application du cadencement de la ligne
- 10 décembre 2017 : mise en service des premières rames Z 57000[3].
- 8 décembre 2018 : retrait définitif des Z 5300.

### Réalisation du réseau Paris-Lyon

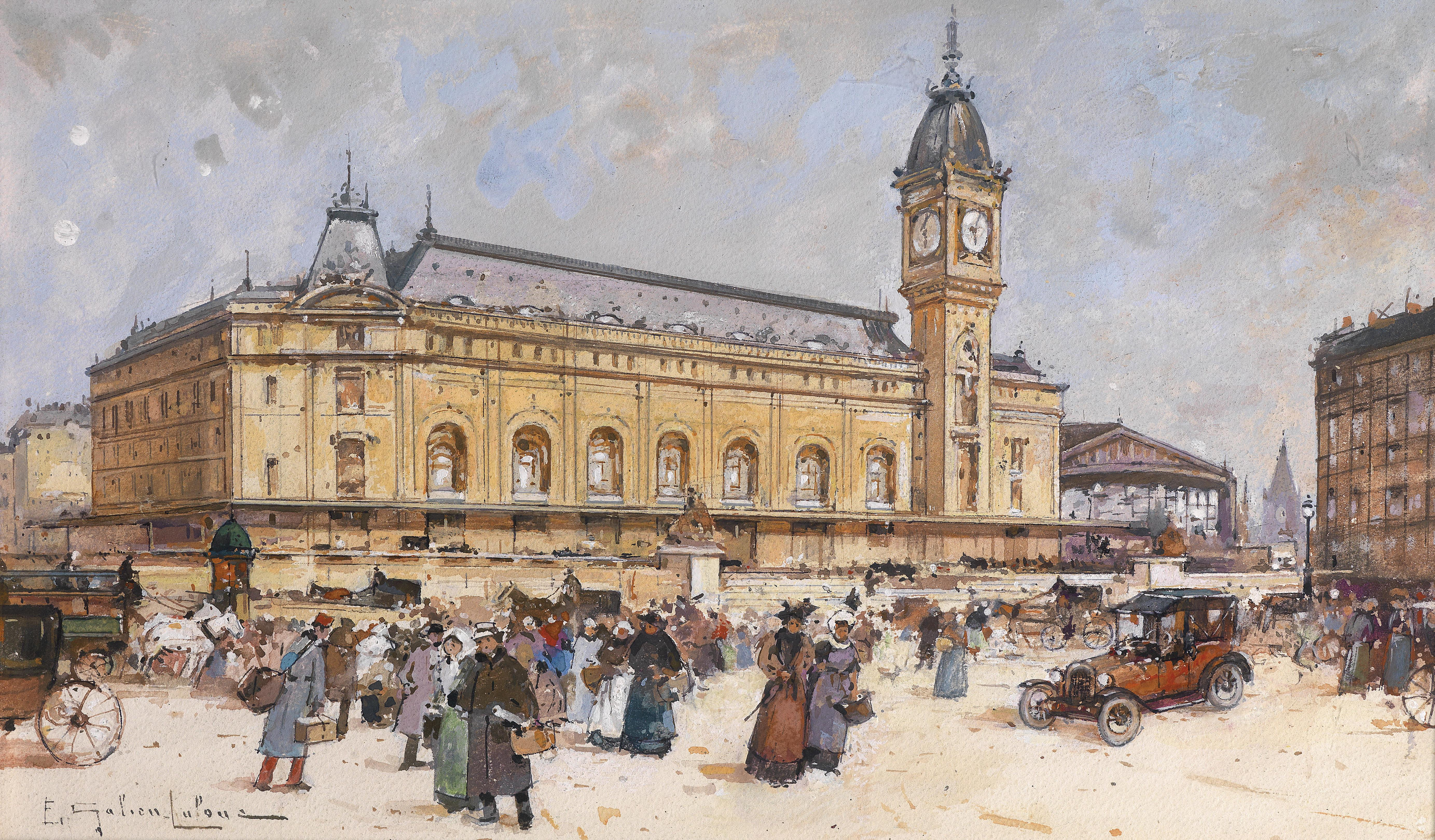
Paris, Gare de Lyon, aquarelle d'Eugène Galien-Laloue vers 1910.

Le 3 janvier 1849, est mise en service la section entre Melun et Montereau via Moret-Veneux-les-Sablons, dans le cadre de la ligne de Paris-Lyon à Marseille-Saint-Charles.
Le 12 août 1849, la section de Paris-Gare-de-Lyon à Melun via Combs-la-Ville est à son tour ouverte au public, dans le même cadre. Le service s'effectuait alors avec sept relations journalières au départ de Paris pour une durée de voyage de sept heures. L'inauguration du 12 août 1849 se fit en présence de Louis-Napoléon Bonaparte, président de la République.
Le 14 août 1860, la section entre Moret-Veneux-les-Sablons et Montargis est, quant à elle, mise en service dans le cadre de la ligne de Moret - Veneux-les-Sablons à Lyon-Perrache.
Le 1er juin 1897, la section reliant Melun à Montereau via Héricy, réalisée dans le cadre du plan Freycinet, est mise en service, puis inaugurée le 27 juin 1897, dans le cadre de ligne de Corbeil-Essonnes à Montereau,.
Cette section était destinée à renforcer la desserte de la « grande ligne Paris – Lyon » passant par Fontainebleau. Déjà à cette époque, la « grande ligne » faisait face à un trafic très chargé ; elle devait la décongestionner et proposer un itinéraire de contournement en cas d'interruptions accidentelles.
L'arrivée de la ligne à Melun entraina un profond remaniement de cette gare et la construction ou la modification de nombreux ouvrages d'art dont le pont sur l'avenue Thiers à l'entrée ouest de la gare sur lequel passaient déjà les voies de la ligne Paris – Lyon. Le franchissement de la Seine au sud-est de la ville de Melun fut rendu possible par la création d'un pont métallique d'une longueur initiale de 147,24 mètres, appelé « le Pont du Pêt-au-Diable » (littéralement la Pierre du Diable).
À l’ouverture de la section, treize nouvelles gares sont créées en plus des gares préexistantes de Corbeil, Melun et Montereau : Villabé, Le Coudray-Montceaux, Saint-Fargeau, Ponthierry - Pringy, Vosves, Livry-sur-Seine, Chartrettes, Fontaine-le-Port, Héricy, Vulaines-sur-Seine - Samoreau, Champagne-sur-Seine, Vernou-sur-Seine et La Grande-Paroisse.

### Modernisation du réseau Paris-Lyon

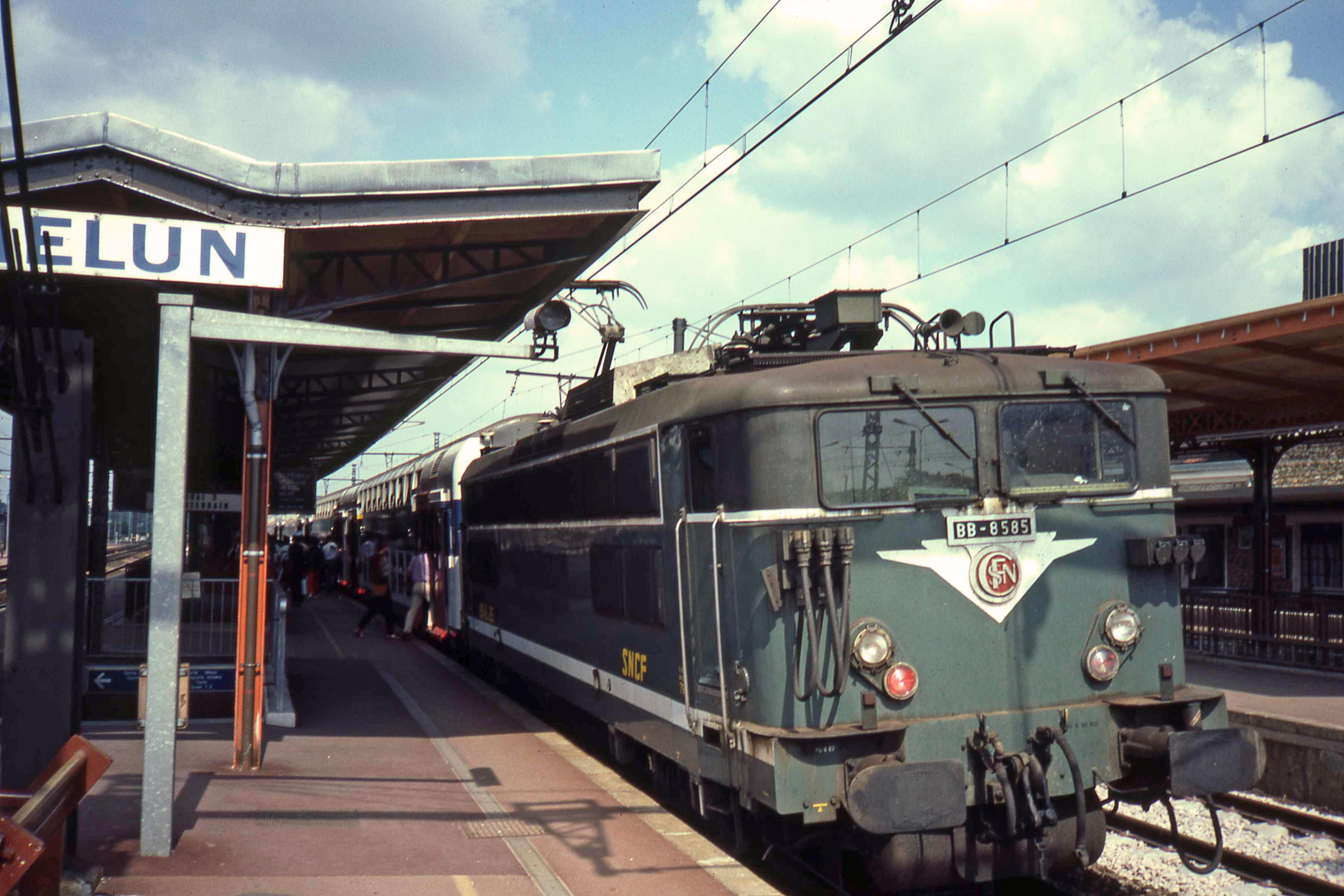
Une locomotive BB 8500 tractant des voitures de Z 5600, en gare de Melun, en juillet 1984.

Le 10 août 1950, les sections de Paris-Gare-de-Lyon à Montereau via Moret-Veneux-les-Sablons et Melun – Héricy sont électrifiées en courant continu 1,5 kV.
Le 27 août 1950, la section de Melun à Montereau via Héricy est intégralement électrifiée, comme tout le réseau de banlieue de Paris-Gare-de-Lyon d'ailleurs, en courant continu 1,5 kV,.
En 1955, les gares de Boissise-le-Roi et  d'Essonnes - Robinson sont ouvertes au public.
À l'horaire d'été 1961, l'on trouvait sur la section Melun – Montereau via Héricy :
- dans le sens Melun – Montereau, cinq trains omnibus Melun – Montereau quotidiens, plus un sixième train les samedis, dimanches et fêtes, ayant leur origine à Paris-Gare-de-Lyon ;
- dans le sens Montereau – Melun, trois trains omnibus Montereau – Melun quotidiens, ainsi que deux trains Montereau – Paris-Gare-de-Lyon (omnibus également entre Montereau et Melun, semi-directs ensuite), plus deux trains omnibus Montereau – Melun les dimanches et fêtes.

Pour les 34 kilomètres de Melun à Montereau, le temps de parcours est alors de 34 ou 44 minutes, en fonction du matériel employé : BB 1-80 ex-PO avec voitures métalliques de banlieue 'Sud-Est' ex-PLM et Z 5100. Les BB 1-80 sont rapidement remplacées par des machines plus récentes.
En 1965, la gare du Plessis-Chenet est à son tour mise en service.
En 1970, la section Melun – Vulaines est intégrée dans le périmètre des transports parisiens (rayon de validité de la Carte Orange après son introduction). À compter de cette date, la fréquence de desserte de la section Melun – Montereau via Héricy qui n'avait alors rien d'une ligne de banlieue, commence à s'étoffer.
Pourtant, à la fin des années 1970, la crise économique que rencontre la SNCF l'oblige à adapter son offre de transport. Par conséquent, la majorité des trains du week-end sont remplacés par des autocars. Cette adaptation du réseau va durer du service d'été 1977 au service d'hiver 1982.

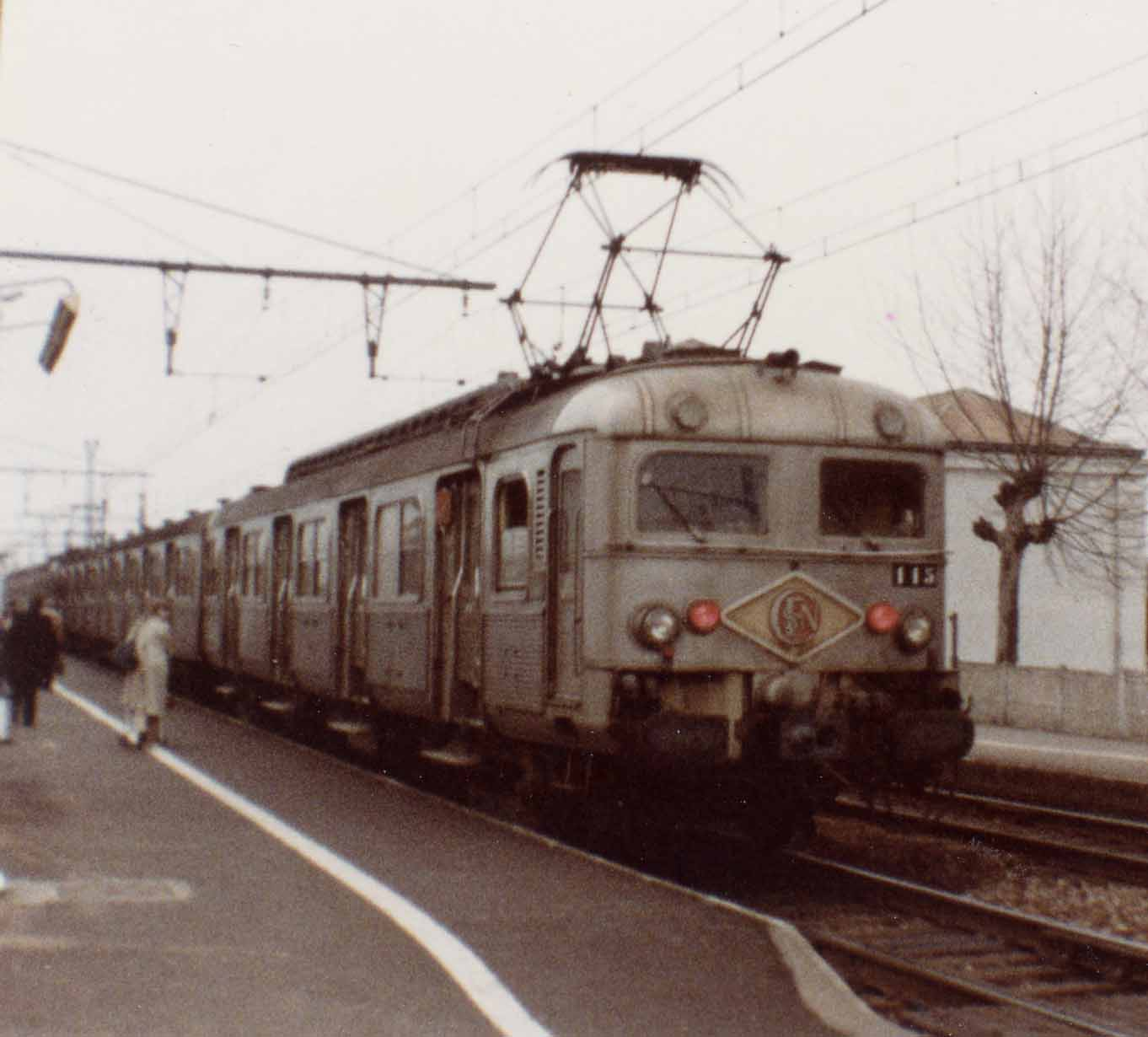
Z 5100 en unité multiple, en gare de Montereau, en janvier 1981.

À partir de 1982, les Z 5100 cèdent la place aux Z 5300.
Le 9 mars 1988, la section Moret – Montargis est à son tour électrifiée en courant continu 1,5 kV.
En 1991, la section Vulaines – Montereau est à son tour intégrée dans le périmètre des transports parisiens.
Le 1er septembre 1999, la première classe est supprimée dans tous les trains du réseau de banlieue, ainsi que dans le RER. Elle n'était utilisée à l'époque que par 1 % des voyageurs. Elle avait déjà été abandonnée dans le métro de Paris en 1991.
Le 20 septembre 1999, le label Transilien est lancé. Il institue une norme minimale d'aménagement et de rénovation des gares et du matériel roulant, et un signe pour la caractériser de manière visible auprès du grand public. Le nom devient très rapidement une marque commerciale, à l'image du TGV, du TER ou d'Intercités, pour désigner l'offre de transport public de la Société nationale des chemins de fer français (SNCF) en Île-de-France.
En 2001, la SNCF élabore une nomenclature afin de désigner les lignes Transilien non RER. Celle-ci est portée à la connaissance de la clientèle, par le biais de la publication de l'édition 2001 du plan du réseau ferré francilien, uniquement sur la version affichée en gare. Dans cette nomenclature, la SNCF désigne le réseau Transilien Paris-Lyon comme étant la « ligne K du Transilien ».

### Naissance de la ligne R

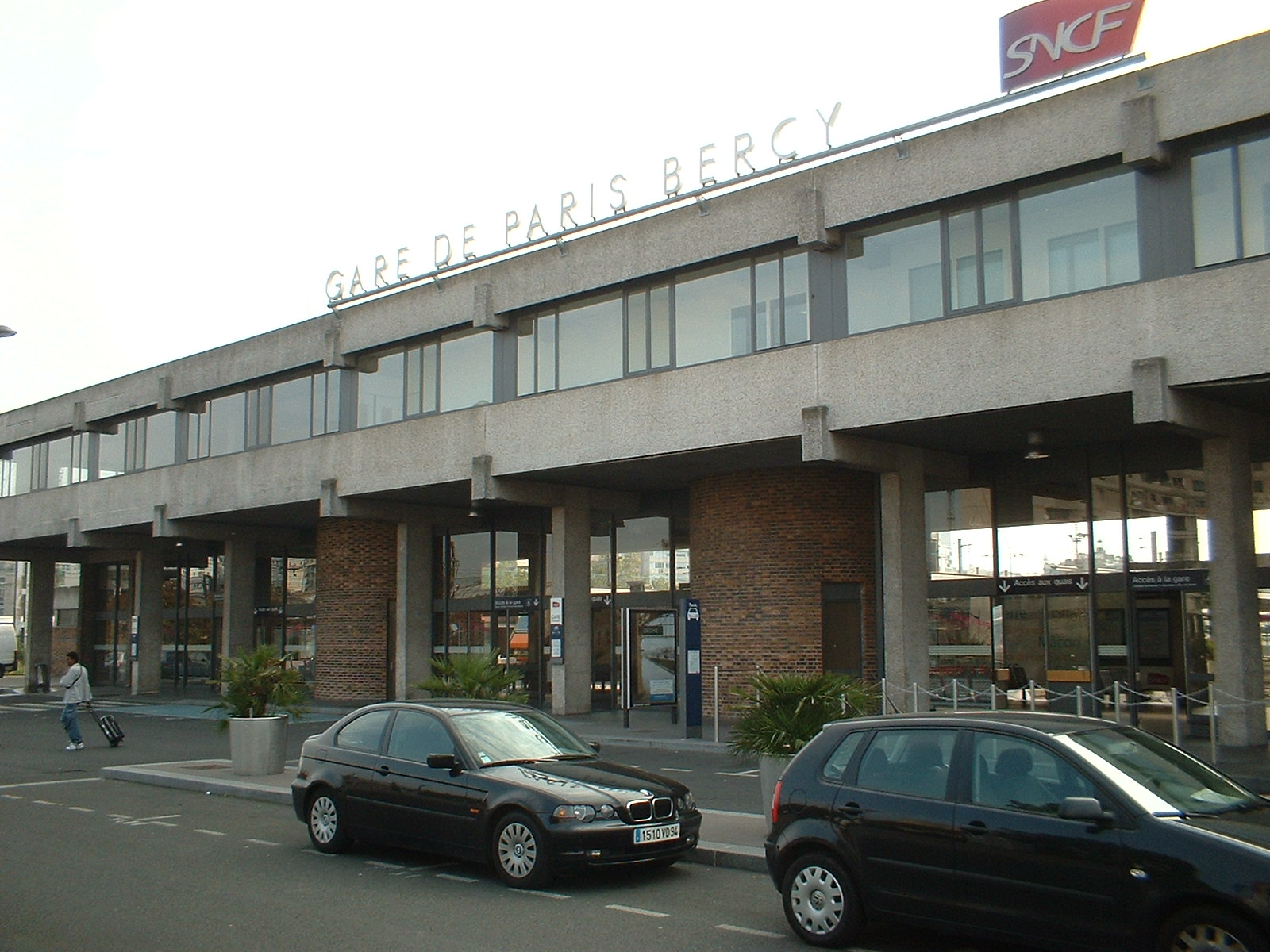
La gare de Paris-Bercy, en octobre 2006.

Fin 2004, la nomenclature des lignes Transilien est remaniée. Le réseau Transilien Paris-Lyon est renommé « ligne R du Transilien ».
Entre 2005 et décembre 2008, en raison de la saturation de la gare de Lyon, un train partait de la gare de Bercy pour rejoindre Montereau en fin d'après-midi.
Jusqu'au 14 décembre 2008, le réseau de la banlieue Sud-Est présentait la particularité de faire circuler ses trains bien au-delà des frontières de l'Île-de-France, jusqu'à Montargis (Loiret) (117 km de Paris) ou à Laroche - Migennes (Yonne) (154 km). Depuis cette date, la desserte de la branche de Laroche - Migennes est devenue une desserte TER à part entière à partir de Montereau. En revanche, la « branche Montargis » ainsi que la desserte de Montereau sont restés du ressort de Transilien.
Depuis le 14 décembre 2008, sur la totalité de ses relations, la ligne a été cadencée et a vu son amplitude de fonctionnement s'étendre.
L'offre Transilien a été augmentée de 74 %, ce qui s'est traduit par une desserte toute l’année d’un train par ½ heure aux heures de pointe et d’un train par heure aux autres périodes sur les axes Paris – Montargis / Montereau par la rive gauche de la Seine et Melun – Montereau par la rive droite de la Seine (axe sur lequel la navette ferroviaire a été développée), par un train tous les ¼ d’heure dans les gares de Melun, Fontainebleau et Moret.
Ce cadencement a ainsi permis un renforcement de 43 % de la desserte sur l’axe Montargis (+30 % le samedi, +37 % le dimanche), de 13 % sur l’axe Montereau - rive gauche de la Seine (+8 % le dimanche), de 23 % sur la rive droite de la Seine, par la création d’une navette ferroviaire omnibus entre Melun et Montereau (+58 % le samedi, +69 % le dimanche) et de +60 % pour la desserte de la gare de Melun en semaine.

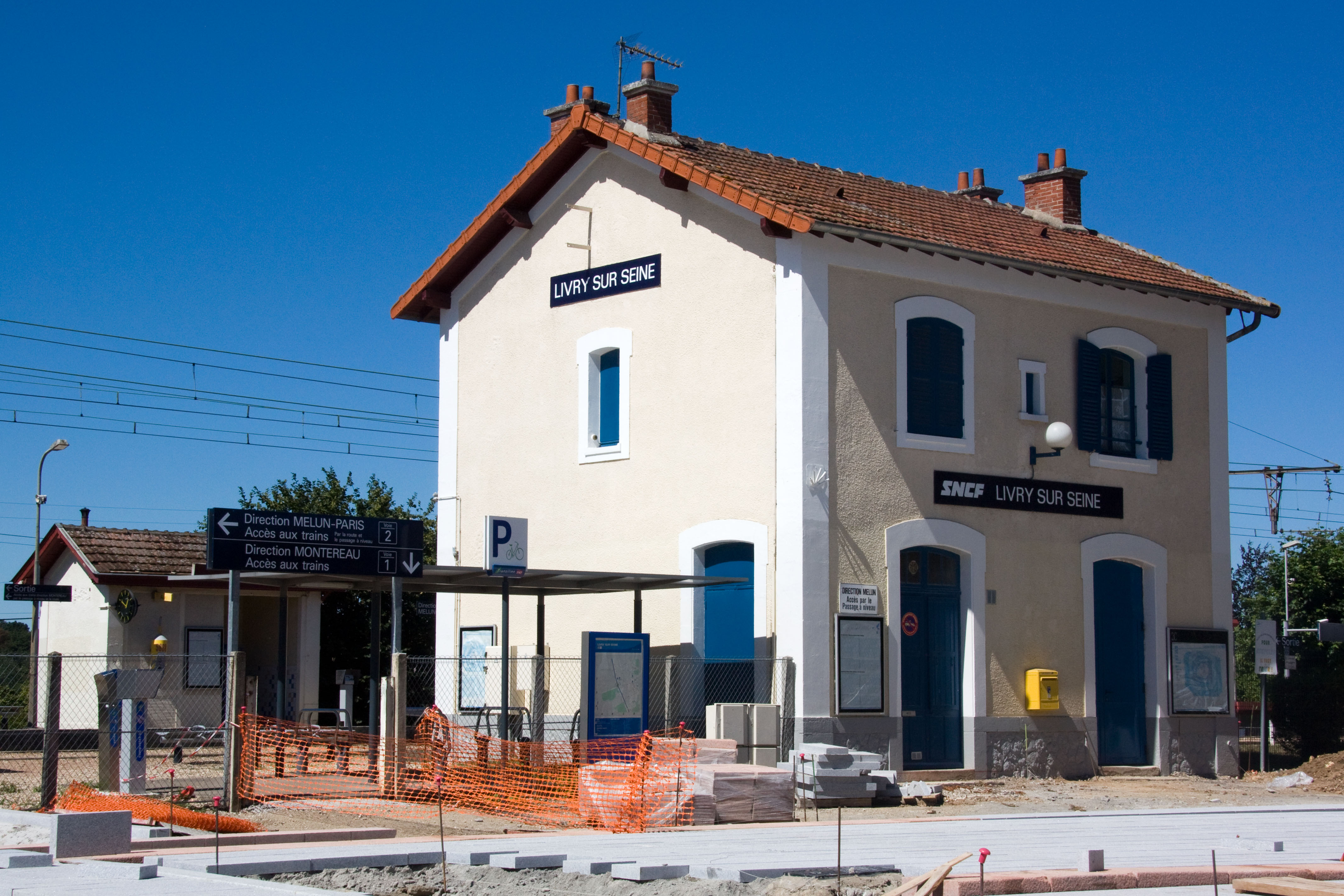
Le bâtiment voyageurs de la gare de Livry-sur-Seine, en août 2010.

Ainsi, l'offre de desserte de la « rive droite » a augmenté sur toutes les gares de cette ligne (+23 % en semaine, +58 % le samedi, et +69 % le dimanche). En semaine, toutes les gares situées entre Livry-sur-Seine et La Grande-Paroisse sont désormais desservies par 20 trains par jour dans chaque sens. Elles bénéficient désormais d'un niveau d’offre identique à celle des autres gares de même importance du réseau Sud-Est (y compris celles de la « rive gauche »), soit un train permettant de rejoindre Paris toutes les 30 minutes de 5 h 45 à 8 h 45 le matin.
De plus, les « creux de desserte » (absence de desserte de certaines gares durant parfois 7 heures d’affilée), ont été supprimés ; il y a désormais un train toutes les heures toute la journée, ainsi qu'une desserte prolongée jusqu’à 23 h, contre 20 h auparavant, et un train par heure le dimanche jusqu’à 22 h.
De plus, le conseil régional de Bourgogne ayant souhaité réduire significativement les arrêts des TER Bourgogne en Île-de-France aux heures de pointe, le STIF a repris à sa charge l’ensemble des dessertes concernées par de nouveaux trains Transilien. Les très fortes contraintes techniques, liées à la saturation de la gare de Lyon et au lancement prochain de très importants travaux qui en limiteront les capacités d’accueil, n'ont pas permis de maintenir une relation directe avec Paris sur tous les axes. Ceci a conduit le STIF à privilégier les axes les plus fréquentés, c'est-à-dire : Montargis – Melun – Paris (4 500 voyageurs par jour) et Montereau – Melun – Paris via Moret (10 400 voyageurs par jour). En conséquence, les 650 voyageurs de quatre gares principales de la liaison Montereau – Paris via Héricy bénéficiant auparavant de trains directs vers Paris sur la ligne de la « rive droite » doivent emprunter une correspondance à Melun.
Pour apporter les garanties d’une correspondance optimisée à Melun, la SNCF a mis en place :

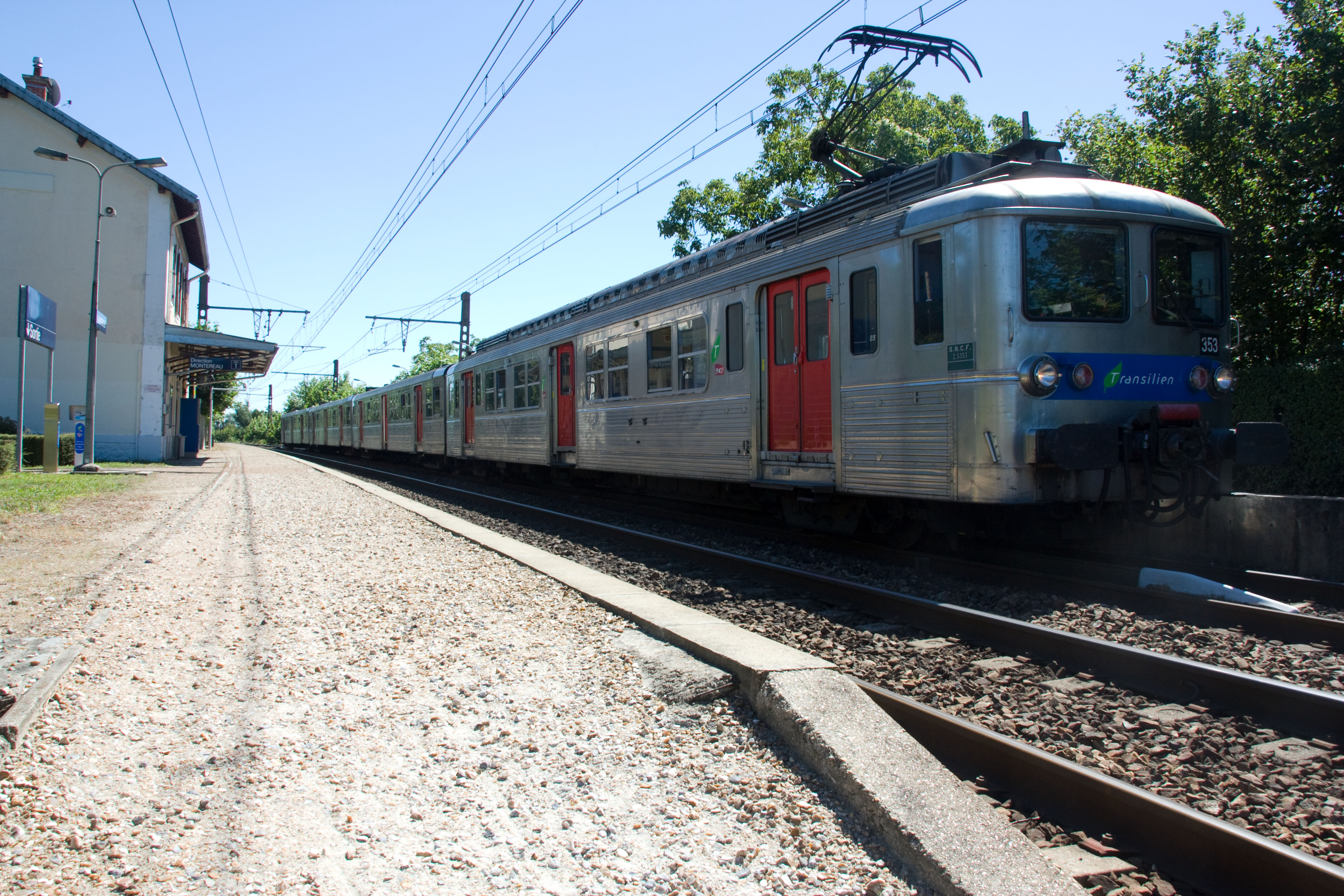
Z 5300 en gare de Chartrettes, sur la relation Melun – Montereau via Héricy, en août 2010.

- des correspondances assurées : étudiées de manière que les voyageurs aient suffisamment de temps pour rejoindre le quai de correspondance par le souterrain ;
- des correspondances accompagnées : une équipe d'agents d'accueil a été installée à Melun pour aider les voyageurs à rejoindre leur quai de correspondance, et en gare de Lyon, un accueil particulier des voyageurs à destination des gares de la rive droite a été organisé pour les inciter à se positionner dans les voitures qui seront situées en gare de Melun à proximité du souterrain de correspondance avec la navette Melun – Montereau ;
- une meilleure information en gare, en modernisant les écrans d'information voyageurs à Melun, en affectant un agent spécifiquement aux annonces sonores en gare ;
- des correspondances fluidifiées, en créant une nouvelle sortie en gare de Melun pour faciliter la correspondance vers Héricy ;
- des trains de grande capacité pour les trains en provenance de Montereau par la rive gauche, afin de préserver la possibilité pour les voyageurs en correspondance à Melun de voyager assis. De plus, une desserte supplémentaire de Melun dans chaque sens a en outre été convenue avec la région Bourgogne, afin d’offrir des correspondances supplémentaires et davantage de places assises aux heures de pointe ;
- une nouvelle organisation de l'occupation des voies à Paris-Gare-de-Lyon, en faisant accéder tous les trains Transilien aux « voies à lettre », où les voyageurs bénéficient de correspondances plus aisées avec les lignes de métro et de RER (alors que les TER Bourgogne sans arrêt en Île-de-France et les trains Intercités arriveront ou partiront de la gare de Paris-Bercy)[20].

En décembre 2009, l'offre a été ajustée en créant deux trains directs pour Paris s'arrêtant à Champagne-sur-Seine à l'heure de pointe du matin (départs à 6 h 32 et 7 h 32 de Champagne-sur-Seine pour des arrivées respectives à Paris-Gare-de-Lyon à 7 h 10 et 8 h 10). En effet, la suppression des dessertes directes, opérée en décembre 2008, a provoqué la colère des usagers de la ligne Melun – Héricy – Montereau, car la correspondance à Melun était pénalisante aux heures de pointe le matin, en raison de la surcharge des trains au départ de cette gare, malgré les mesures préventives mises en place par le STIF un an plus tôt, ce qui conduisit de nombreux usagers à se reporter sur les gares de l'autre ligne, notamment à Bois-le-Roi, afin de voyager dans de meilleures conditions.
En août 2010, le tablier du pont-rail au-dessus de l'Essonne, au sud de la gare de Villabé, datant de 1895, a été remplacé par un tablier neuf et moderne.
Le 11 décembre 2013, le Syndicat des transports d'Île-de-France (STIF), au cours de son conseil d'administration, a validé l'acquisition de quarante-huit rames Z 57000 à la fin 2018, afin de permettre le redéploiement de vingt-quatre rames à deux niveaux Z 2N sur les autres lignes du réseau ainsi que la radiation des rames inox Z 5300. Dès le mois de décembre 2017, les premiers Regio 2N sont mis en place sur la relation entre Melun et Montereau via Héricy. Les dernières circulations de Z 5300 sur la ligne ont eu lieu le 8 décembre 2018.

## Infrastructure

Logo de la ligne R pour Île-de-France Mobilités.

### Ligne

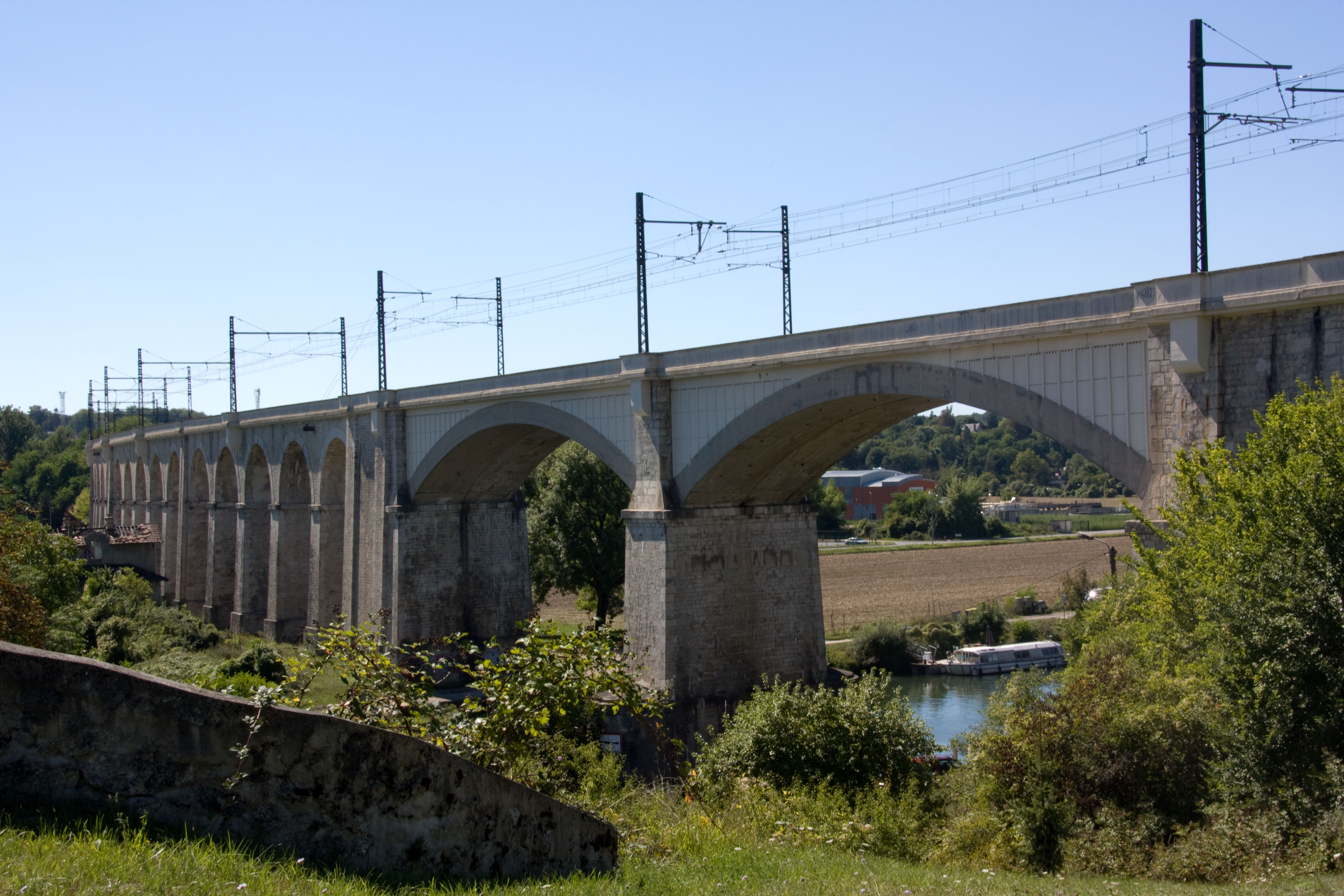
Le viaduc de Saint-Mammès - Moret-sur-Loing, en août 2010.

La ligne R du Transilien part de Paris-Gare-de-Lyon et se divise en deux branches à Moret-Veneux-les-Sablons, pour aboutir aux gares de Montereau et de Montargis. Elle est traversée par 34 passages à niveau.
Elle est le fruit de l'utilisation conjuguée des lignes ferroviaires suivantes :
- ligne de Paris-Lyon à Marseille-Saint-Charles, ouverte en 1849, entre Paris-Gare-de-Lyon et Montereau par Moret-Veneux-les-Sablons,
- ligne de Moret - Veneux-les-Sablons à Lyon-Perrache, ouverte en 1860, entre Moret-Veneux-les-Sablons et Montargis,
- ligne de Corbeil-Essonnes à Montereau, ouverte en 1897, entre Melun et Montereau par Héricy.

### Tensions d'alimentation
La ligne R est électrifiée sur la totalité de son parcours, comme tout le réseau Sud-Est, en courant continu 1,5 kV.

### Vitesses limites

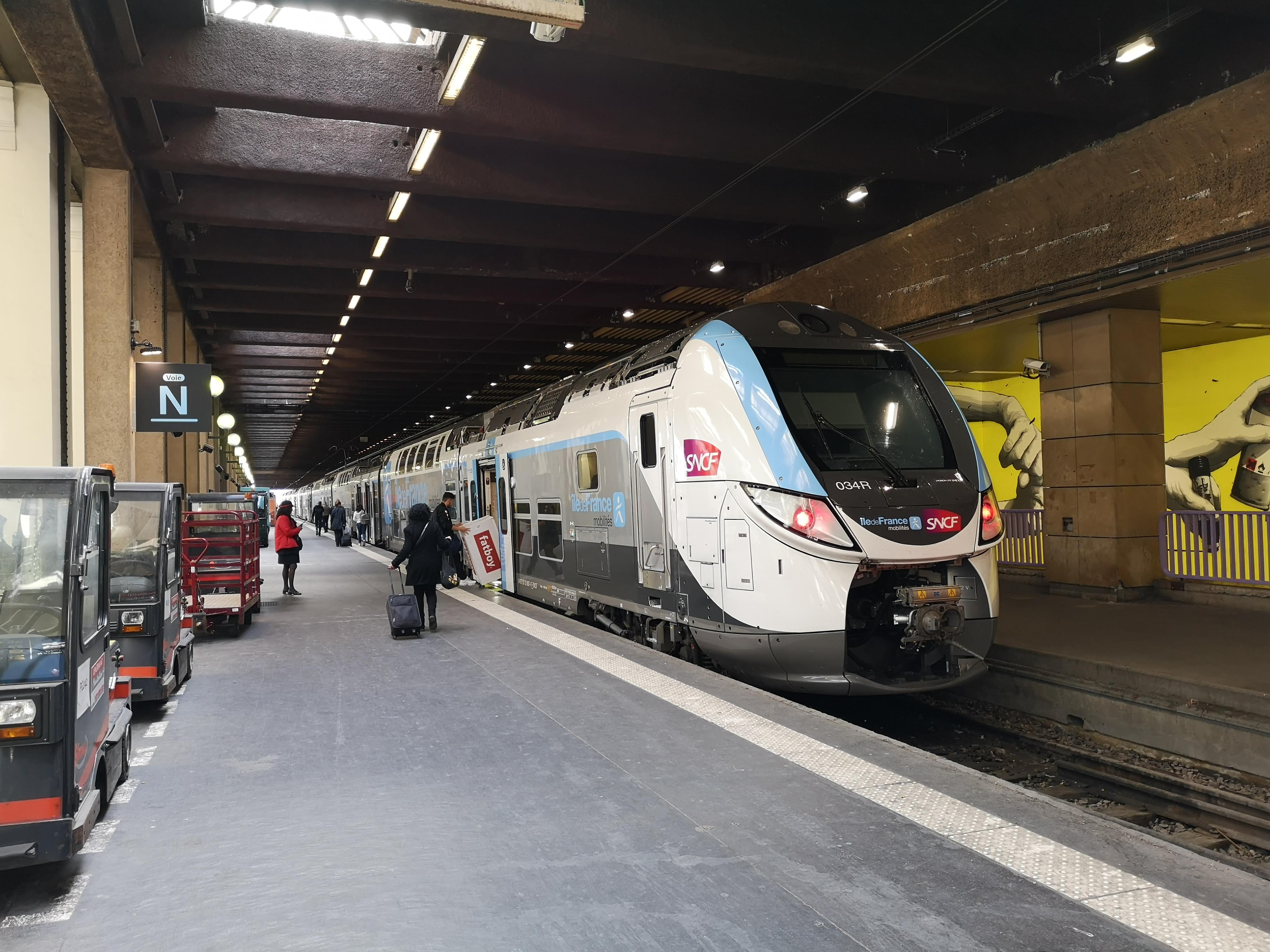
Une rame Z57000 en gare de Paris Gare de Lyon

Les vitesses limites des lignes empruntées s'échelonnent de 100 à 160 km/h en général, les limites les plus élevées étant atteintes par les TGV, les trains V 160 (Corail…) et les nouvelles rames Regio 2N, également aptes à cette vitesse.

#### Section Paris - Montereau par Moret
Sur la ligne de Paris-Lyon à Marseille-Saint-Charles, les vitesses limites observées en 2012 pour les trains V 140 et les automotrices de banlieue, en sens impair, et sur les voies directes, étaient les suivantes :
| De                                       | À                                        | Limite |
| ---------------------------------------- | ---------------------------------------- | ------ |
| Paris-Gare-de-Lyon (Grandes lignes)      | Passerelle sup. Petite Ceinture (km 2,1) | 90     |
| Passerelle sup. Petite Ceinture (km 2,1) | Passerelle de Charenton (km 4,0)         | 110    |
| Passerelle de Charenton (km 4,0)         | Brunoy (km 21,1)                         | 130    |
| Brunoy (km 21,1)                         | Montereau (km 78,627)                    | 140    |

#### Section Moret - Montargis

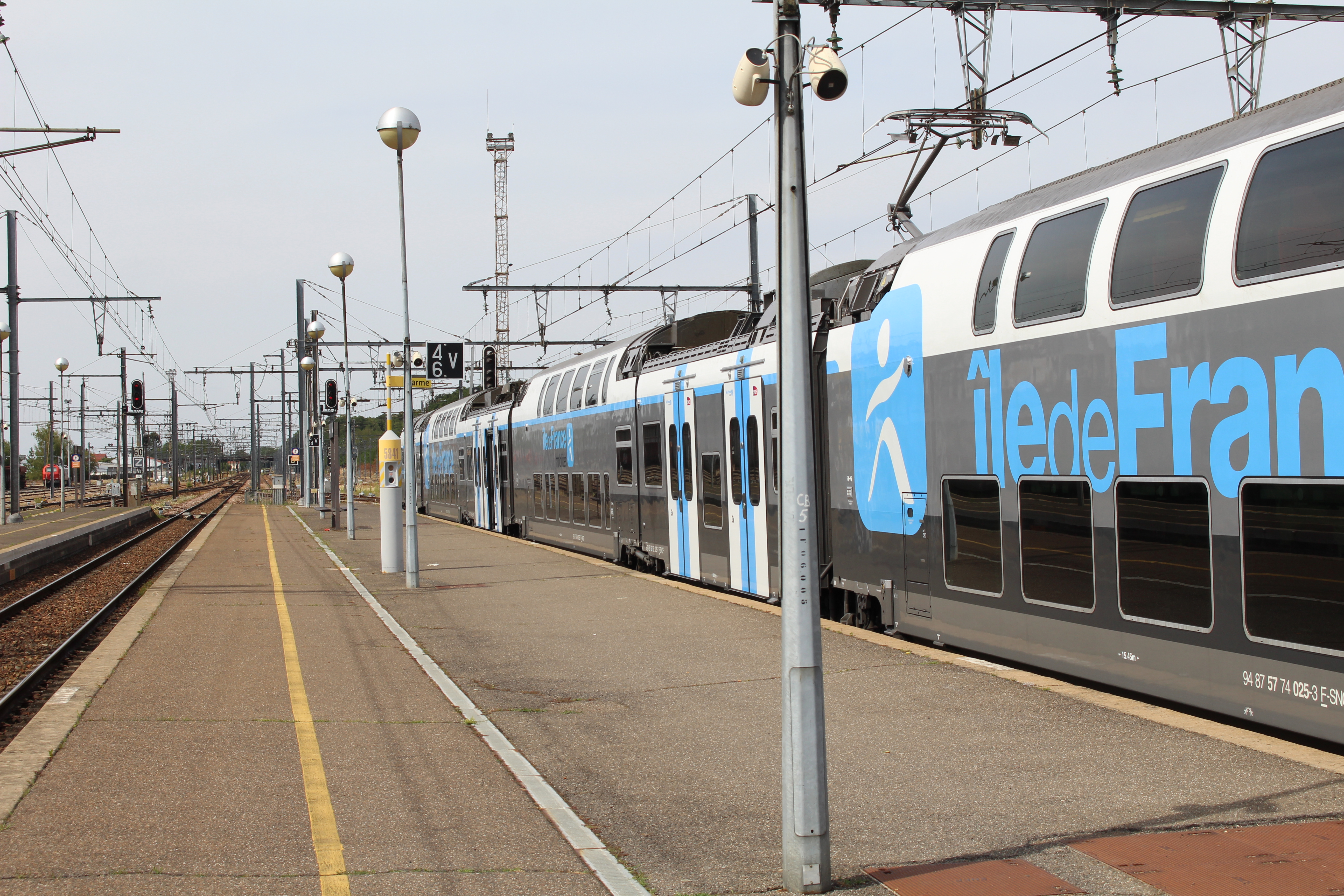
Une rame Z 57000 en gare de Montargis, en août 2019.

Sur la ligne de Moret - Veneux-les-Sablons à Lyon-Perrache, la vitesse limite observée en 2020 pour les trains V 160 et les automotrices de banlieue en sens impair, est de 160 km/h de Moret - Veneux-les-Sablons à Montargis.

#### Section Melun - Montereau par Héricy
Sur la ligne de Corbeil-Essonnes à Montereau, les vitesses limites observées en 2012 pour les trains V 140, V 160, les TGV ou les automotrices en sens impair, sont les suivantes :
| De                      | À                        | Limite |
| ----------------------- | ------------------------ | ------ |
| Melun BV                | Melun bif. (km 58,4)     | 70     |
| Melun bif. km 58,4      | Livry-sur-Seine          | 110    |
| Livry-sur-Seine         | Champagne-sur-Seine      | 120    |
| Champagne-sur-Seine     | Vernou-sur-Seine         | 110    |
| Vernou-sur-Seine        | Montereau P S (km 79,4)  | 120    |
| Montereau P S (km 79,4) | Montereau bif. (km 86,8) | 140    |

## Liste des gares
La ligne R dessert au total 25 gares, en comptant la halte de Fontainebleau-Forêt.

### Radiales
|  |   |  |   |  | Gare                                                                                         | Zone | Communes                 | Correspondances             |
|  | - |  | - |  | -------------------------------------------------------------------------------------------- | ---- | ------------------------ | --------------------------- |
|  | ■ |  |   |  | Paris-Gare-de-Lyon                                                                           | 1    | Paris 12e                | Grandes lignes              |
|  | • |  |   |  | Melun                                                                                        | 5    | Melun                    | TER Bourgogne-Franche-Comté |
|  | • |  |   |  | Bois-le-Roi                                                                                  | 5    | Bois-le-Roi              | TER Bourgogne-Franche-Comté |
|  | • |  |   |  | Fontainebleau-Forêt (desserte le matin des samedis, dimanches et fêtes ; descente seulement) | 5    | Fontainebleau            |                             |
|  | • |  |   |  | Fontainebleau - Avon                                                                         | 5    | Avon                     | TER Bourgogne-Franche-Comté |
|  | • |  |   |  | Thomery                                                                                      | 5    | Fontainebleau            |                             |
|  | • |  |   |  | Moret-Veneux-les-Sablons                                                                     | 5    | Moret-Loing-et-Orvanne   | TER Bourgogne-Franche-Comté |
|  |   |  | • |  | Saint-Mammès                                                                                 | 5    | Saint-Mammès             | TER Bourgogne-Franche-Comté |
|  |   |  | ■ |  | Montereau                                                                                    | 5    | Montereau-Fault-Yonne    | TER Bourgogne-Franche-Comté |
|  | • |  |   |  | Montigny-sur-Loing                                                                           | 5    | Montigny-sur-Loing       |                             |
|  | • |  |   |  | Bourron-Marlotte - Grez                                                                      | 5    | Bourron-Marlotte         |                             |
|  | • |  |   |  | Nemours - Saint-Pierre                                                                       | 5    | Saint-Pierre-lès-Nemours | TER Centre-Val de Loire     |
|  | • |  |   |  | Bagneaux-sur-Loing                                                                           | 5    | Bagneaux-sur-Loing       |                             |
|  | • |  |   |  | Souppes - Château-Landon                                                                     | 5    | Souppes-sur-Loing        |                             |
|  | • |  |   |  | Dordives                                                                                     | *    | Dordives                 |                             |
|  | • |  |   |  | Ferrières - Fontenay                                                                         | *    | Fontenay-sur-Loing       |                             |
|  | ■ |  |   |  | Montargis                                                                                    | *    | Montargis                | TER Centre-Val de Loire     |

* Hors zone Île-de-France.
(Les gares en gras servent de départ ou de terminus à certaines missions)

### Navette
|  |   |  | Gare                          | Zone | Communes                  | Correspondances             |
|  | - |  | ----------------------------- | ---- | ------------------------- | --------------------------- |
|  | ■ |  | Melun                         | 5    | Melun                     | TER Bourgogne-Franche-Comté |
|  | • |  | Livry-sur-Seine               | 5    | Livry-sur-Seine           |                             |
|  | • |  | Chartrettes                   | 5    | Chartrettes               |                             |
|  | • |  | Fontaine-le-Port              | 5    | Fontaine-le-Port          |                             |
|  | • |  | Héricy                        | 5    | Héricy                    |                             |
|  | • |  | Vulaines-sur-Seine - Samoreau | 5    | Vulaines-sur-Seine        |                             |
|  | • |  | Champagne-sur-Seine           | 5    | Champagne-sur-Seine       | TER Bourgogne-Franche-Comté |
|  | • |  | Vernou-sur-Seine              | 5    | Vernou-la-Celle-sur-Seine |                             |
|  | • |  | La Grande-Paroisse            | 5    | La Grande-Paroisse        |                             |
|  | ■ |  | Montereau                     | 5    | Montereau-Fault-Yonne     | TER Bourgogne-Franche-Comté |

(Les gares en gras servent de départ ou de terminus à certaines missions)

## Exploitation

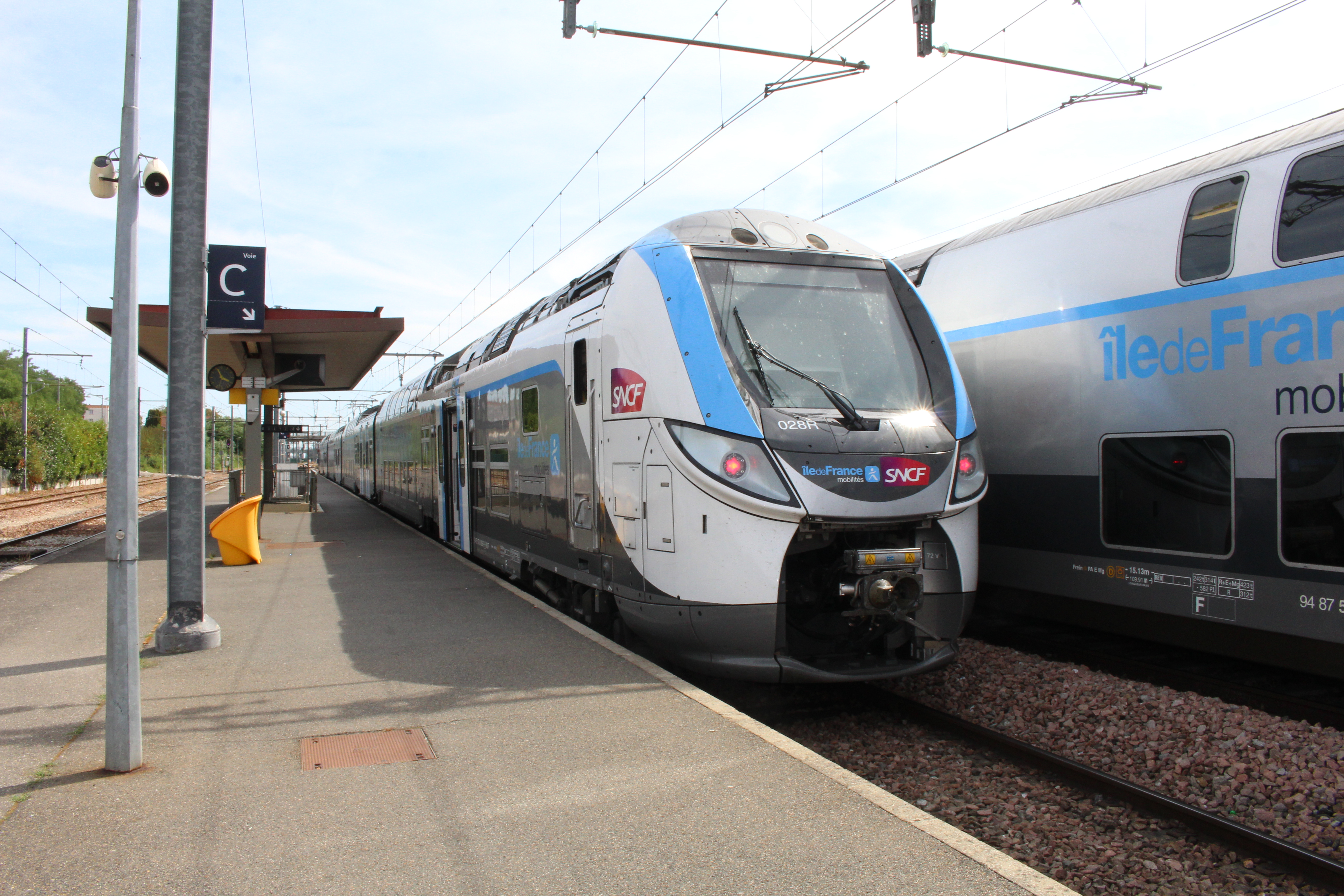
Deux rames Z 57000 en gare de Montargis, en août 2019.

La ligne R est une ligne exploitée par la SNCF, qui fonctionne de 5 h à 1 h du matin environ, tous les jours de l'année, à l'aide des rames de type Z 5600, Z 20500 et Z 57000.
Exceptionnellement, le service peut devenir continu, c'est-à-dire effectué 24 h/24, à l'occasion d'évènements importants comme la Fête de la musique et la nuit du Nouvel An. À cette occasion, le service spécial est assuré toutes les heures entre 1 h et 5 h du matin, entre Melun et Montereau via Moret-Veneux-les-Sablons, par deux trains partant à 4 h et presque 6 h du matin.
Ces trains, accessibles depuis Paris par la correspondance avec les trains spéciaux du RER D en leur gare terminus de Melun, desservent toutes les gares du parcours excepté Fontainebleau-Forêt.

### Noms des missions
Les codes missions de la ligne R du Transilien sont composés de quatre lettres. En apparaissant sur les écrans d'affichage (Infogare) et sur le fronton des trains, ils permettent de faciliter la compréhension des différentes missions assurées. Depuis le 12 décembre 2008, chaque lettre a une signification bien particulière, à la suite de la refonte complète de l'ancien système.
1re lettre : destination du train
La première lettre renseigne sur la destination finale du train.
- G : Montargis
- K : Montereau
- P : Paris-Gare-de-Lyon
- Y : Moret-Veneux-les-Sablons
- Z : Melun

2e lettre : type de desserte entre Melun et Moret-Veneux-les-Sablons et/ou entre Melun et Montereau via Héricy

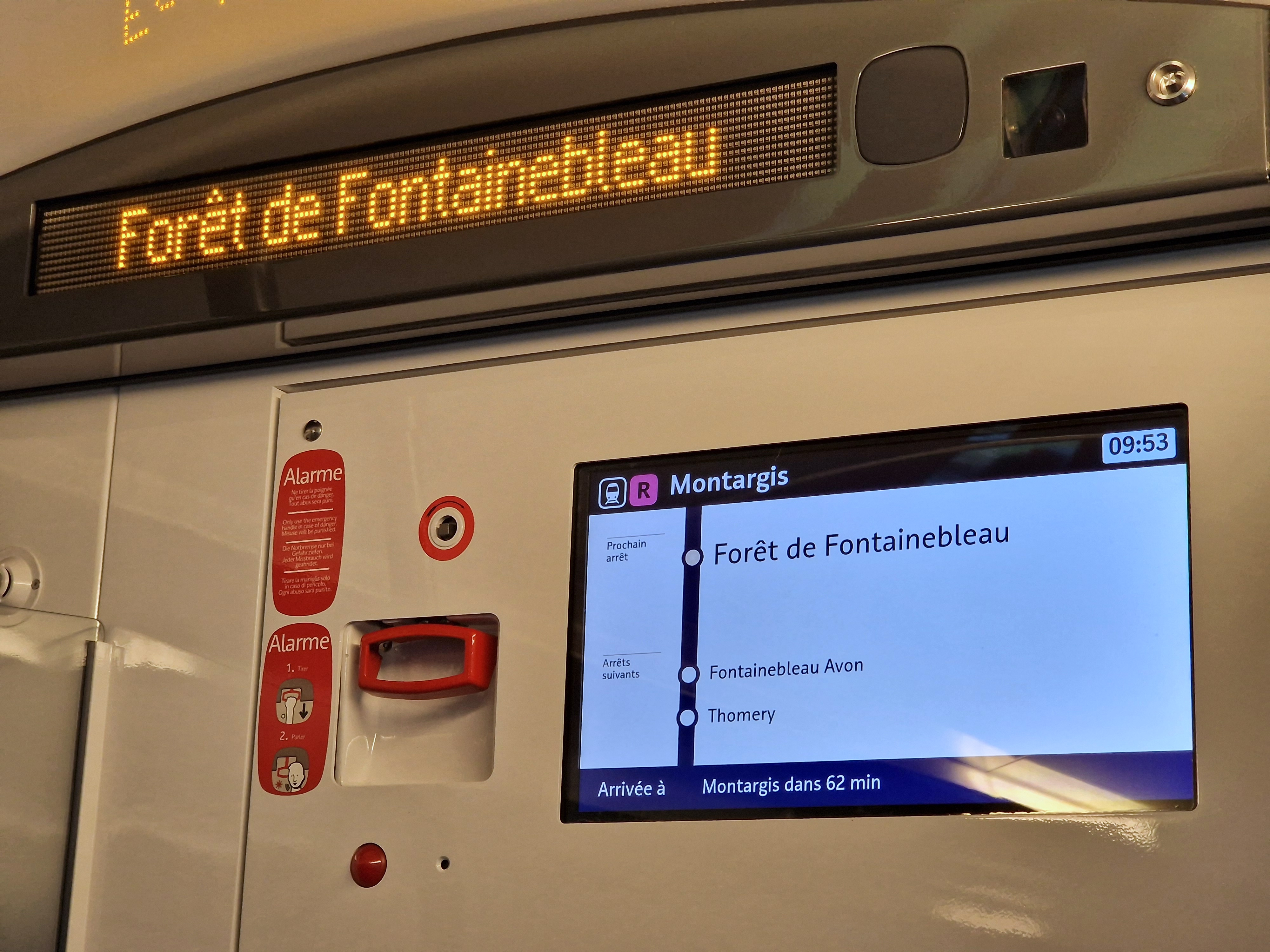
Affichage de la halte "Forêt de Fontainebleau" dans une rame Z57000 sur une mission GOMO.

- A : dessert toutes les gares de Melun à Moret-Veneux-les-Sablons sauf Fontainebleau-Forêt
- E : dessert Melun, Fontainebleau-Forêt, Fontainebleau - Avon et Moret-Veneux-les-Sablons
- I : dessert Melun, Fontainebleau - Avon et Moret-Veneux-les-Sablons
- O : (pour Omnibus) dessert toutes les gares des axes
- U : dessert Melun, Bois-le-Roi, Fontainebleau - Avon et Moret-Veneux-les-Sablons

3e lettre : branche parcourue 
- H : Via Héricy
- M : Via Moret-Veneux-les-Sablons

4e lettre : desserte entre Moret-Veneux-les-Sablons et Montargis

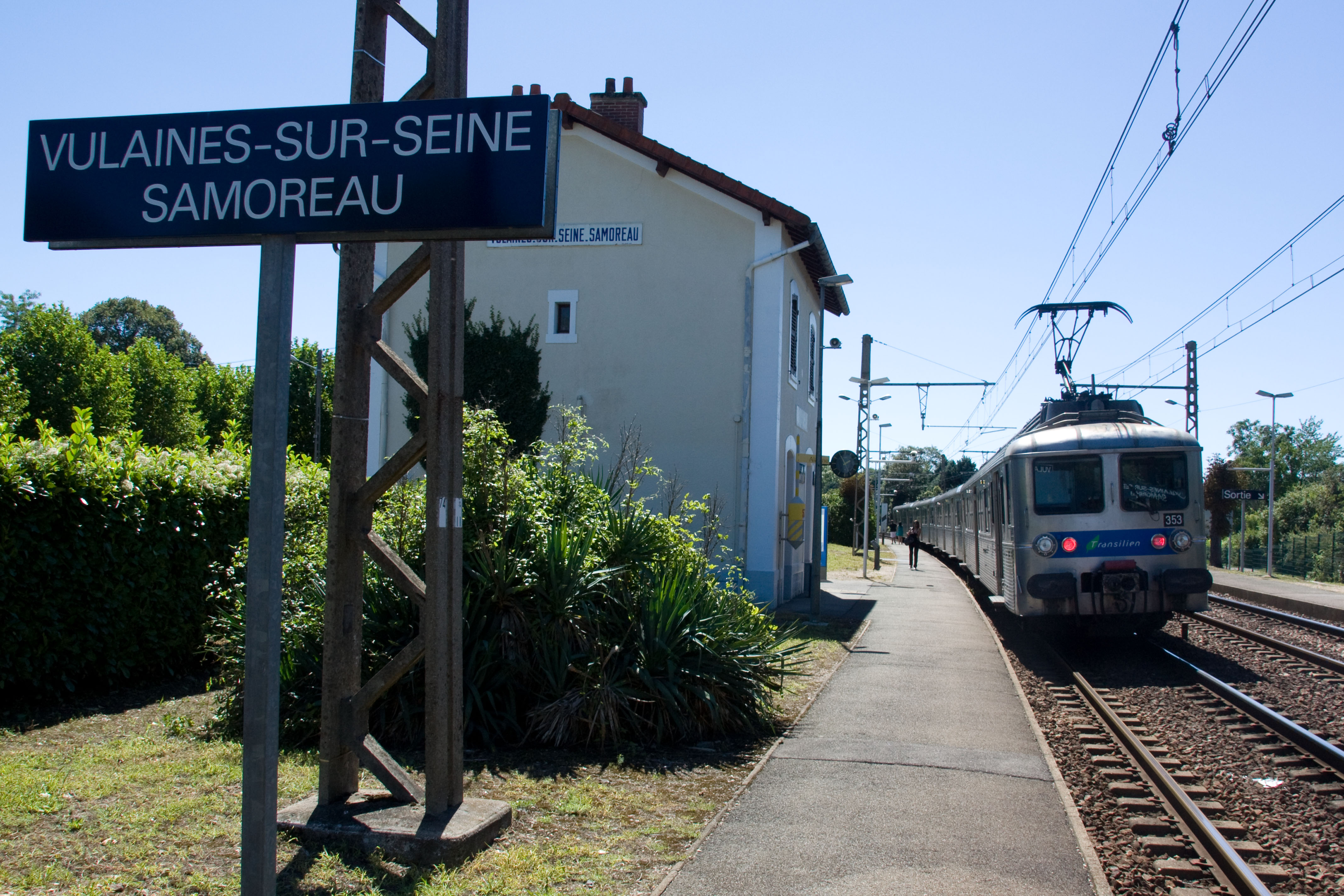
Une rame Z 5300 en gare de Vulaines-sur-Seine - Samoreau, en août 2010.

Quatre voyelles différentes peuvent prendre la place de cette dernière lettre.
- A : train omnibus entre Montargis et Moret-Veneux-les-Sablons et circulant du sud vers le nord, ou bien train desservant toutes les gares de Moret-Veneux-les-Sablons à Montargis sauf Ferrières - Fontenay et circulant du nord vers le sud. C'est également cette lettre qui figure sur les missions au départ de Montereau (via Héricy ou Moret) vers Melun ou Paris ;
- E : train de la branche de Montargis, ne desservant que les gares de Moret-Veneux-les-Sablons, Nemours - Saint-Pierre, Souppes - Château-Landon et Montargis ;
- O : train omnibus entre Moret-Veneux-les-Sablons et Montargis et circulant du nord vers le sud, ou bien train desservant toutes les gares de Montargis à Moret-Veneux-les-Sablons sauf Ferrières - Fontenay et circulant du sud vers le nord. C'est également cette lettre qui figure sur les missions à destination de Montereau (via Héricy ou Moret) depuis Melun ou Paris ;
- U : train de la branche de Montargis, ne desservant pas les gares de Ferrières - Fontenay et Dordives.

Tableau des codes missions
| Destinations       | Codes missions (régulières seulement) |
| ------------------ | ------------------------------------- |
| Montargis          | GAME, GAMO                            |
| Montereau          | KAMO, KUMO, KOHO,                     |
| Paris-Gare-de-Lyon | POME, POMA, PUMA                      |
| Melun              | ZOHA                                  |

Missions spéciales

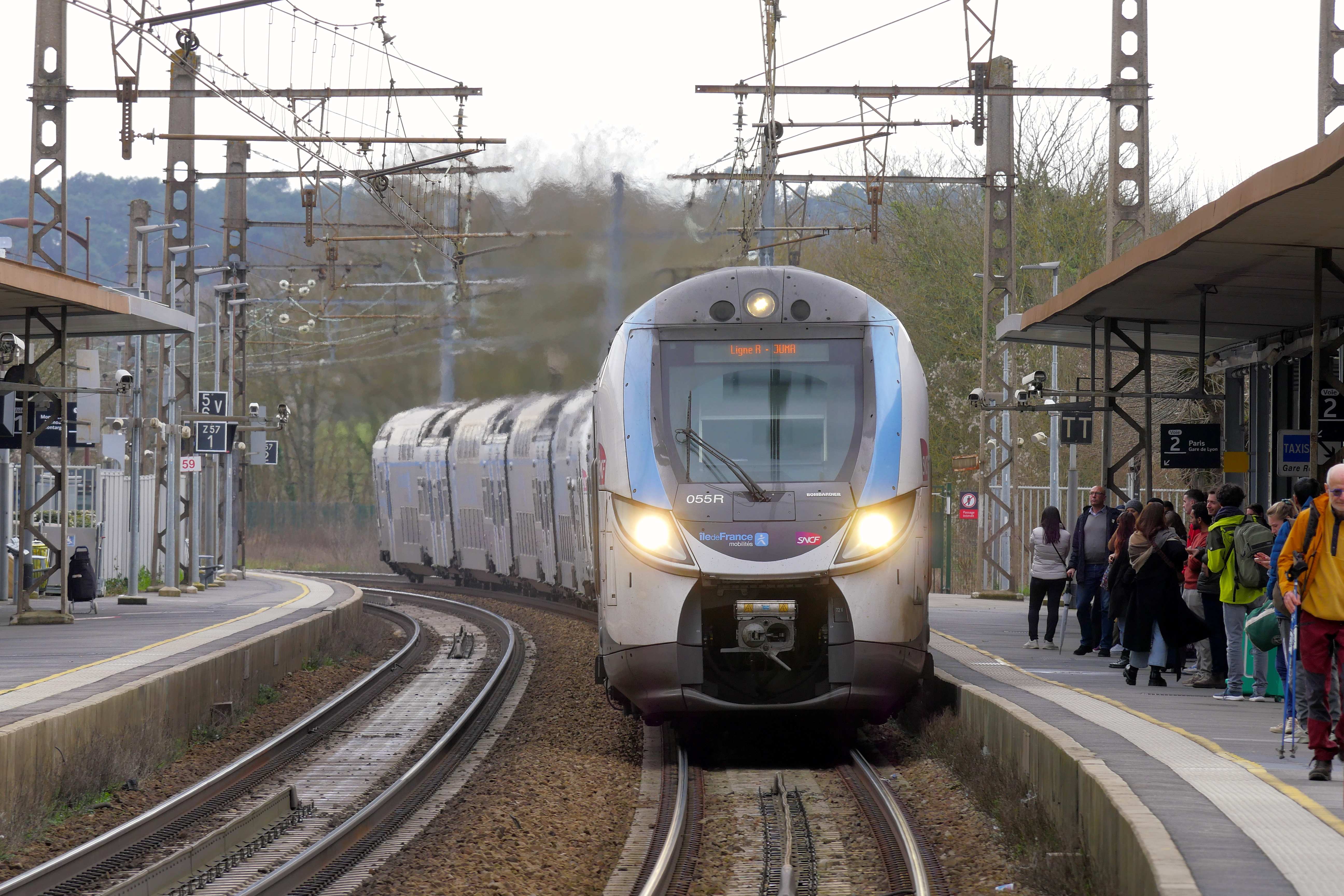
Rame Z57000 en gare de Fontainebleau-Avon avec un service limité à Juvisy, mission JUMA, en raisons de travaux.

Lors de travaux sur la ligne, certains trains ont pour terminus la gare de Moret (YAMO). Lors du week-end du 16 et 17 mars 2024, aucun train ne circule vers Paris et le terminus est Juvisy, ce qui donne naissance aux missions JOMA, JUMA et KULO.

### Plan de transport de la ligne
En 2012, le plan de transport de la ligne R se caractérise notamment en semaine par la circulation de 120 trains quotidiens.

#### Heures de pointe

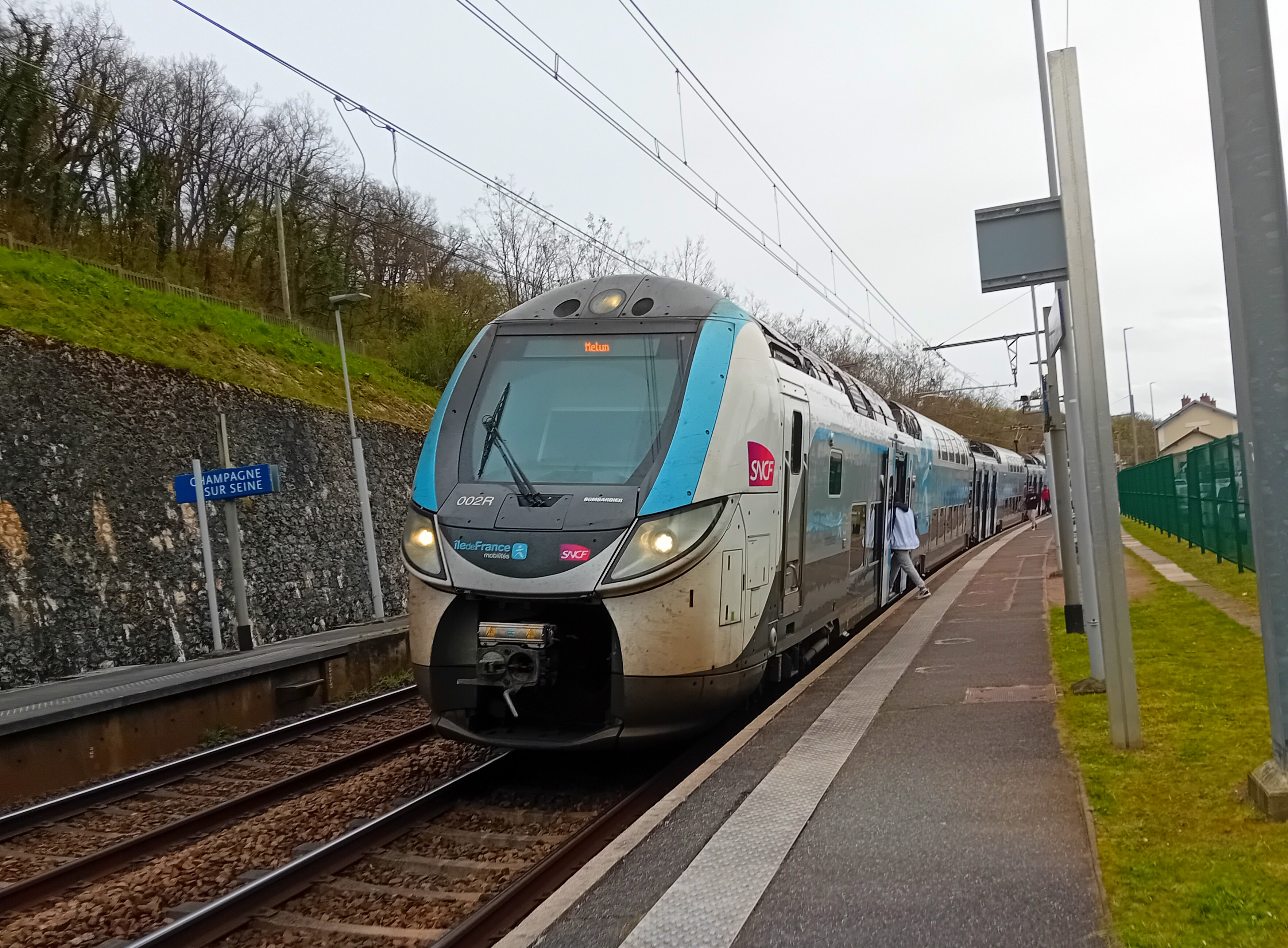
Une rame Z 57000 en gare de Champagne-sur-Seine, en mars 2024.

Dans le sens de la pointe (le matin vers Paris, le soir vers la banlieue), l'exploitation de la ligne comprend :
- sur la relation Paris – Montereau, un aller (le soir) ou un retour (le matin) toutes les heures (code PUMA vers Paris, code KUMO vers la province, si desserte Transilien) ;
- sur la relation Paris – Montargis, un aller (le soir) ou un retour (le matin) toutes les demi-heures, s'arrête à Melun puis desserte variable (codes POME/POMU/POMA/POMO vers Paris, codes GAME/GAMU/GAMO/GAMA vers la province) ;
- sur la relation Melun – Montereau, un aller (le soir) ou un retour (le matin) toutes les demi-heures, omnibus sur la totalité du parcours (code ZOHA vers Melun, code KOHO vers la province) ;
- trois trains directs Montereau – Champagne-sur-Seine – Paris (sans arrêt intermédiaire entre Champagne-sur-Seine et Paris). Ces trains de grandes lignes n'ont pas de code mission[32].

En contre-pointe (le matin vers la banlieue, le soir vers Paris), l'exploitation de la ligne comprend :
- sur la relation Paris – Montereau, un aller (le matin) ou un retour (le soir) tous les heures (code PUMA vers Paris, code KUMO vers la province, si desserte Transilien) ;
- sur la relation Paris – Montargis, un aller (le matin) ou un retour (le soir) toutes les heures, s'arrête à Melun puis desserte variable (codes POMU/POMA/POMO vers Paris, codes GAMU/GAMO/GAMA vers la province) ;
- sur la relation Melun – Montereau, un aller (le matin) ou un retour (le soir) toutes les heures, omnibus sur la totalité du parcours (code ZOHA vers Melun, code KOHO vers la province).

#### Heures creuses
Aux heures creuses ainsi que les samedis, dimanches et fêtes, l'exploitation de la ligne comprend :
- sur la relation Paris – Montereau, un aller-retour toutes les heures (code PUMA vers Paris, code KUMO (KAMO pour les trains de 23 h 49 et 0 h 49 au départ de Paris) vers la province, si desserte Transilien) ;
- sur la relation Paris – Montargis, un aller-retour toutes les heures, s'arrête à Melun puis desserte variable (codes POMU/POMA/POMO vers Paris, codes GAMU/GAMO/GAMA/GOMO/GOMU vers la province) ;
- sur la relation Melun – Montereau, un aller-retour toutes les heures, omnibus sur la totalité du parcours (code ZOHA vers Melun, code KOHO vers la province).

### Information en temps réel
Certaines gares de la ligne sont équipées du système d’information Infogare, financé par la région Île-de-France et le Syndicat des transports d'Île-de-France : des écrans situés sur les quais et dans les gares informent en temps réel les voyageurs de l’heure de passage des trains ainsi que des perturbations qui peuvent intervenir sur la ligne. Les autres sont équipées d'un système d'affichage présentant les numéros des trains plutôt que les codes missions.

### Matériel roulant
La ligne R est assurée par des rames Z 5600, Z 20500 et Regio 2N. Le matériel roulant de la ligne est partagé avec celui de la ligne D du RER.

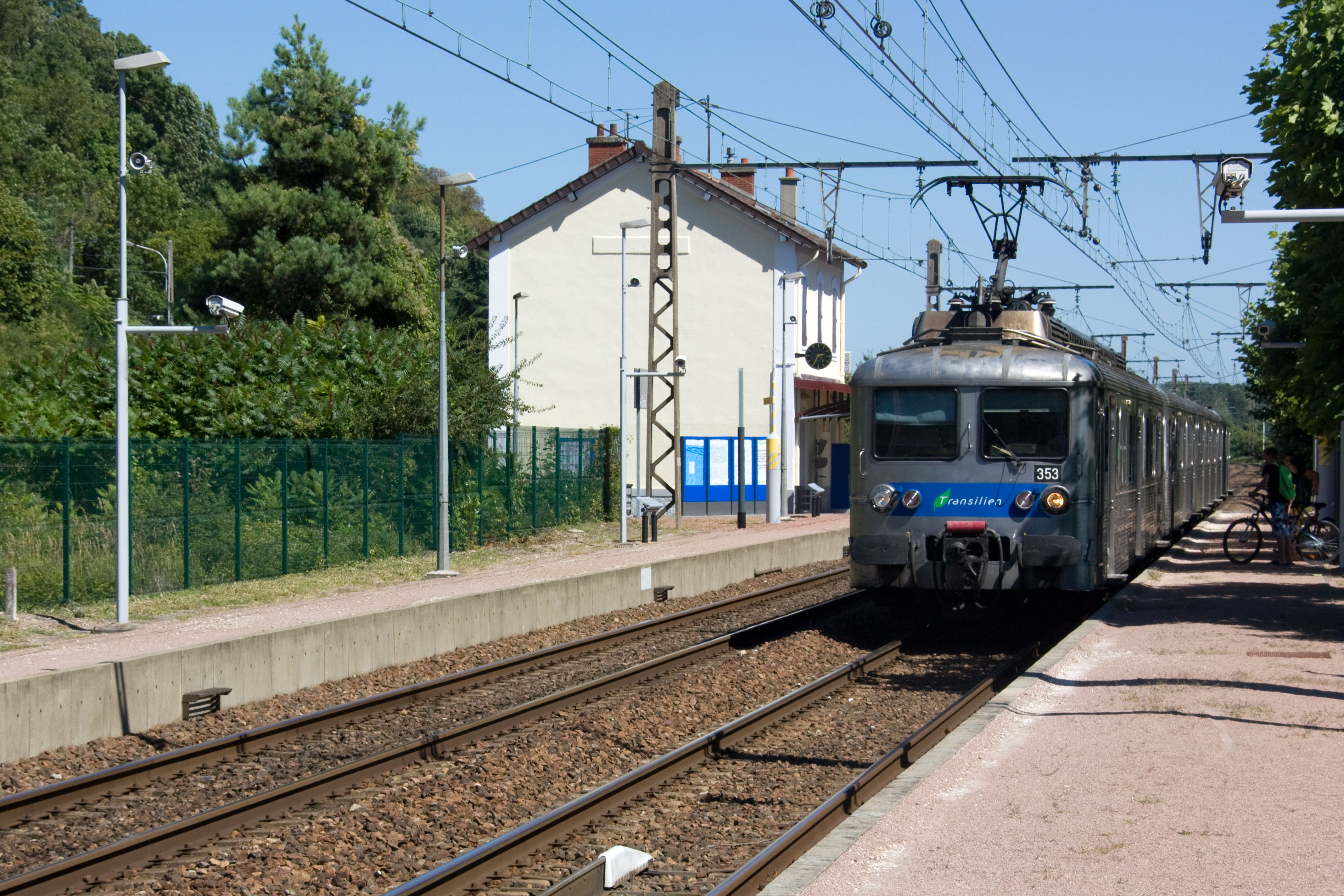
Une rame Z 5300 en gare de La Grande-Paroisse, en août 2010.

Les Z 5300 sont progressivement remplacées par les Z 20500, venues des lignes C, D et H. Certaines Z 20500 en provenance de la ligne P, et Z 5600 en provenance de la ligne C du RER, devraient remplacer les derniers exemplaires. La dernière circulation de Z 5300 sur cette ligne a eu lieu le 8 décembre 2018.
En décembre 2014, le STIF annonce une commande de matériel Bombardier Z 57000 qui est vouée à remplacer tous les éléments Z 5600 et Z 20500 de la ligne R ainsi que tous les Z 5300 à partir de la fin 2017,. Dans une première phase, 11 rames sont déployées sur le tronçon Melun – Montereau entre le 10 décembre 2017 et mai 2018, puis, 19 Regio 2N entreront en service entre Montereau et Paris-Gare-de-Lyon de mai à décembre 2018, et 12 rames entre Montargis et Paris de décembre 2018 à avril 2019. Depuis décembre 2018, la relation Melun – Montereau via Héricy est assurée uniquement par des Regio 2N. Le 7 février, les nouvelles rames atteignent Montargis, permettant le démarrage de l'équipement de la dernière branche de la ligne en matériel neuf. Dès lors, sur la branche de Montereau, les Z2N ne circulent qu'occasionnellement.

### Ateliers
Le matériel roulant de la ligne R est entretenu dans les ateliers de Villeneuve-Saint-Georges, dans le Val-de-Marne.

### Personnel d'exploitation

#### Agents de conduite

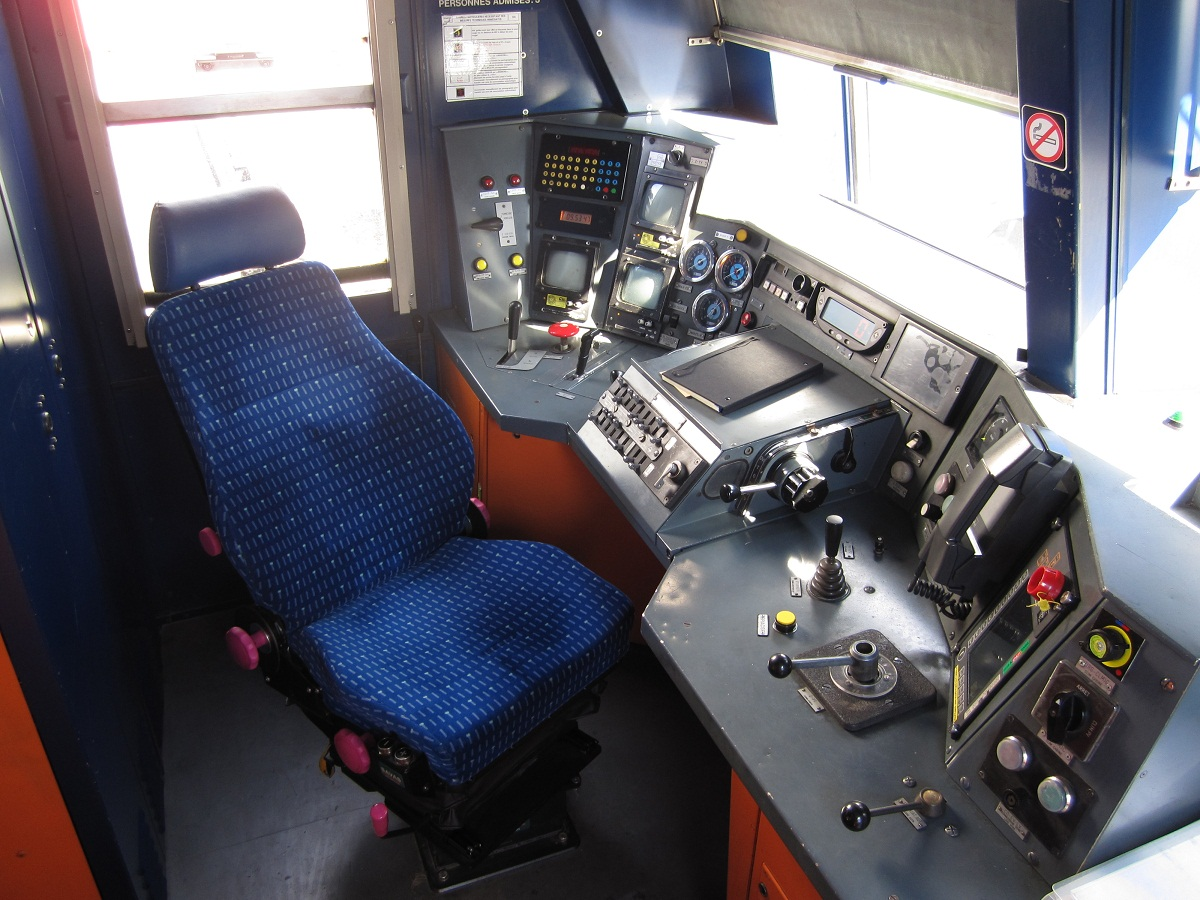
La cabine de conduite d'une Z 20500, en mai 2011.

Les agents de conduite ne sont pas uniquement affectés à la ligne R. En effet, les conducteurs de la ligne, peuvent également assurer des trains sur les autres lignes dépendant de la région de Paris-Sud-Est comme la ligne D, par exemple.

#### Gestion de la ligne
La gestion opérationnelle de la ligne R est assurée par les agents du Centre opérationnel Transilien (COT) des lignes D et R. Le COT est situé au sein de l'ex-Centre régional des opérations ou CRO de Paris Sud-Est à la gare de Lyon.
Le COT des lignes D et R a pour objectif d'assurer l'exécution du plan de transport des lignes RER D et Transilien R, en prenant si nécessaire les mesures visant à optimiser la gestion des moyens tant en matériel (trains) qu'en personnel (agents de conduite, etc.), que ce soit en situation normale comme en situation perturbée. Le plan de transport transcrit les souhaits exprimés par Île-de-France Mobilités, l'autorité organisatrice des transports en Île-de-France en termes d'horaires, de dessertes des trains… et détermine entre autres la composition des trains (train court ou long).
Le COT gère également les perturbations qu'elles soient d'origine interne à la SNCF (train en panne, train avarié…) ou d'origine externe (tirages abusifs de signaux d'alarme, vandalisme, agression, obstruction de la fermeture des portes, intempéries, accident de personne…), quitte à adapter le plan de transport afin de permettre un retour à la normale du trafic, le plus rapidement possible et dans les meilleures conditions, en supprimant le minimum de trains et en tentant de réduire les retards. De ce fait, il est également chargé de communiquer à la clientèle, les informations concernant l'état du trafic et, si nécessaire, ses conséquences sur le plan de transport (trains retardés, supprimés, mise en place de bus de remplacement), afin de pouvoir lui offrir la meilleure qualité de service possible.

#### Circulation des trains

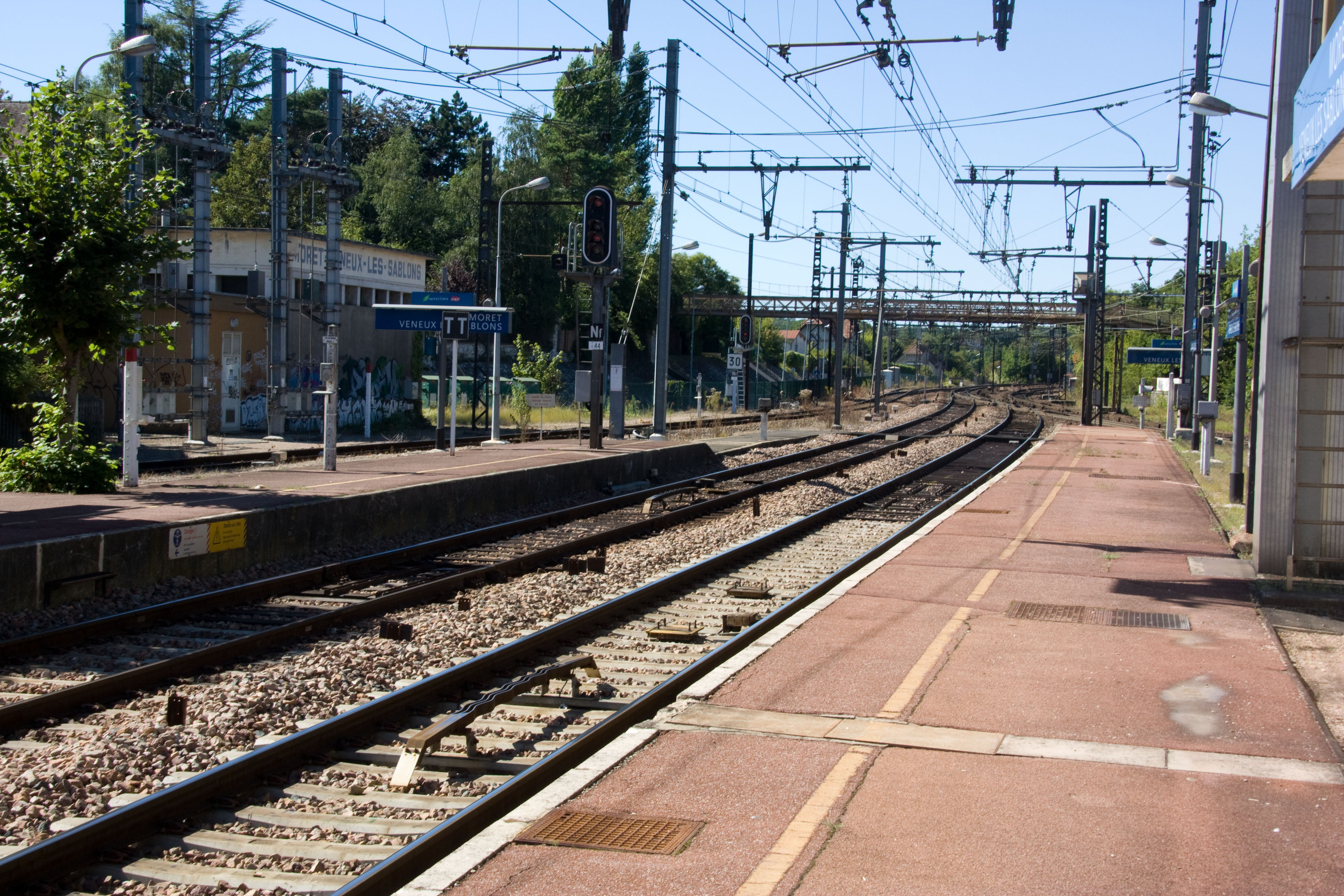
La signalisation ferroviaire, en gare de Moret-Veneux-les-Sablons, en août 2010.

La circulation des trains proprement dite est gérée par les régulateurs du Centre opérationnel de gestion des circulations (COGC) de Paris-Sud-Est.
Les COGC contrôlent des secteurs de circulation et des postes d'aiguillage, de technologie très variée, du poste mécanique des années 1930 au poste d'aiguillage à relais à commande informatique (PRCI). Ils dépendent de la branche SNCF Infra, et sont chargés de l'exploitation de l'ensemble des circulations ferroviaires qu'elles soient SNCF (TER, Transilien, Fret…) ou d'autres entreprises ferroviaires, tout en garantissant un accès équitable à toutes ces activités et entreprises, pour le compte de SNCF Réseau, propriétaire des voies du réseau ferré national.
Le COT des lignes D et R est ainsi un des clients du COGC de Paris-Sud-Est, au même titre que le sont les Centres de gestion du TER Bourgogne et de la LGV Sud-Est.

### Trafic

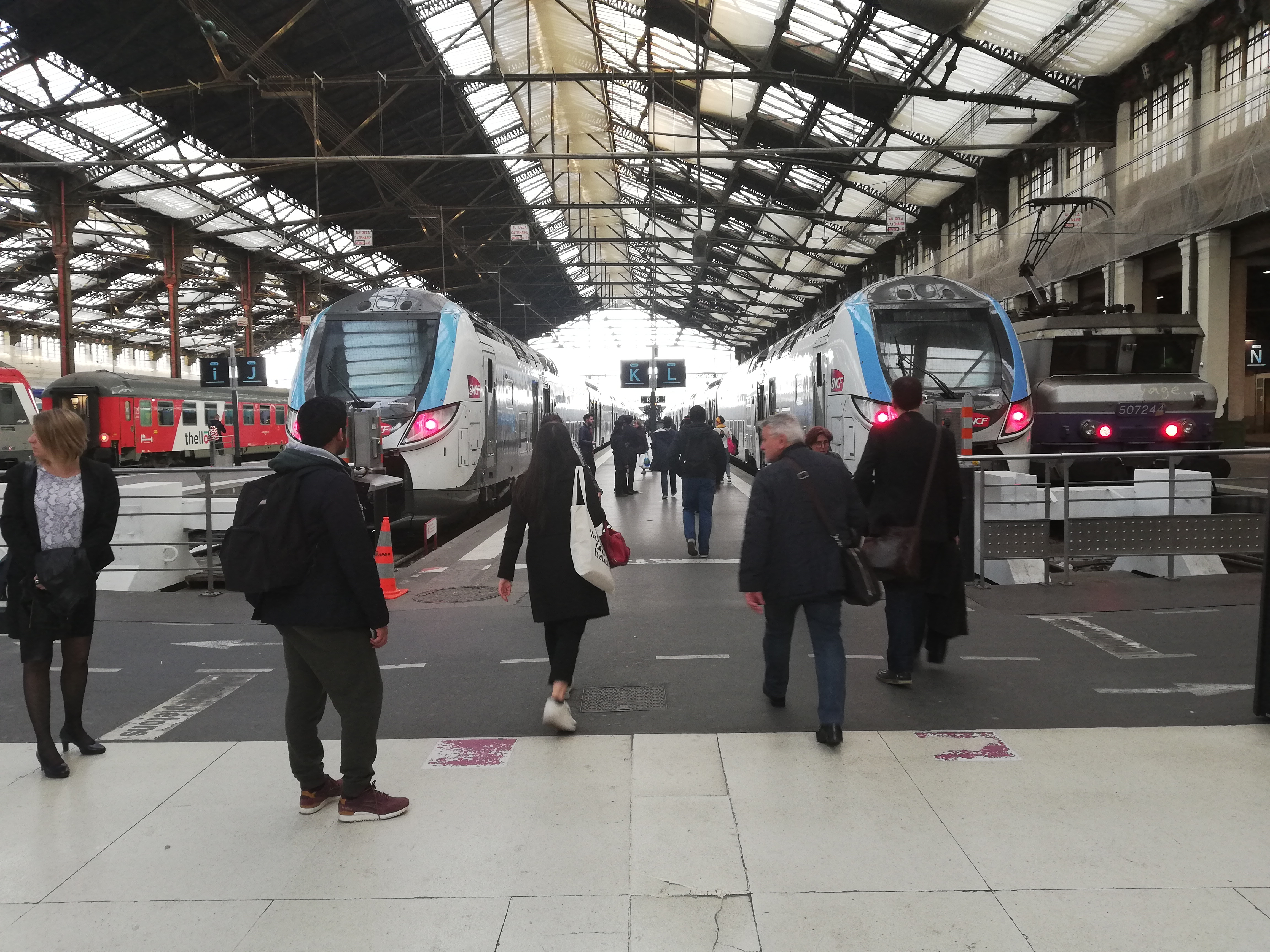
Deux automotrices Z 57000 à Paris-Gare-de-Lyon.

En 2024, la ligne R transporte entre 70 000 et 100 000 voyageurs journaliers.

### Tarification et financement
La tarification de la ligne est identique à celle en vigueur sur les réseaux RER et Transilien. Un ticket « métro-train-RER », qui remplace les ticket t+ et le billet origine-destination au 1er janvier 2025, permet un trajet simple quelle que soit la distance, avec une ou plusieurs correspondances possibles avec les autres lignes de métro, de Transilien ou de RER pendant une durée maximale de 2 h entre la première et dernière validation. En revanche, un ticket « métro-train-RER » ne permet pas d'emprunter les bus et les tramways, à l'exception des lignes « Tram Express » à titre temporaire.
Cependant, les tarifs fixés par Île-de-France Mobilités se limitent à l'Île-de-France et ne s'appliquent pas aux relations avec les gares situées dans les régions voisines, les voyageurs devant ainsi s'acquitter d'un titre de transport TER pour accéder aux gares « hors zones » situées dans les régions Centre-Val de Loire, Hauts-de-France et Normandie.
Le financement du fonctionnement de la ligne (entretien, matériel et charges de personnel) est assuré par l'exploitant, RATP ou SNCF selon les lignes. Cependant, les tarifs des billets et abonnements dont le montant est limité par décision politique ne couvrent pas les frais réels de transport. Le manque à gagner est compensé par l'autorité organisatrice, Île-de-France Mobilités, présidée depuis 2005 par le président du conseil régional d'Île-de-France et composé d'élus locaux. Elle définit les conditions générales d'exploitation ainsi que la durée et la fréquence des services. L'équilibre financier du fonctionnement est assuré par une dotation globale annuelle aux transporteurs de la région grâce au versement mobilité payé par les entreprises et aux contributions des collectivités locales.

### Régularité
Depuis fin 2013, la ligne R connaît d'importants problèmes de régularité, provoquant la colère de nombreux usagers. En effet, les différentes statistiques et analyses placent régulièrement la ligne R parmi les moins fiables du réseau Transilien. Ces retards réguliers viennent s'ajouter à d'importantes phases de travaux sur les voies, notamment le soir et le week-end, modifiant les dessertes et horaires habituels, ce qui rend la situation particulièrement délicate pour les voyageurs réguliers de la ligne.
En 2017, le taux de ponctualité de la ligne R chute à 83,33 %, ce qui la classe ainsi comme la ligne la moins fiable du réseau Transilien après la ligne A du RER. Selon la secrétaire générale du RER D et du Transilien R, Sophie Castel, il serait passé à 83,9 % en 2018 et à 89,1 % depuis janvier 2021.
Par ailleurs, un Collectif des usagers de la ligne R voit le jour en 2015 et fait front commun avec des élus locaux pour dénoncer les différents problèmes de ponctualité, de manque d'information et de confort,. Une pétition est même lancée par ce collectif le 27 novembre 2017 à la suite d'une dégradation constatée du service. La création en 2022 d'un service Ouigo Vitesse Classique, sur cette ligne, fait également surgir des inquiétudes supplémentaires chez les usagers quant à l'amélioration de l'efficacité du trafic.

## Projets

### Déploiement du Regio 2N
Le 8 décembre 2017, quarante-huit rames Regio 2N sont progressivement livrées afin de permettre le redéploiement de vingt-quatre rames à deux niveaux Z 2N sur les autres lignes du réseau ainsi que la radiation des rames inox Z 5300. Le Syndicat des transports d'Île-de-France (STIF) a décidé de leur acquisition, au cours du conseil d'administration du 11 décembre 2013, pour qu'elles renouvellent intégralement le parc actuel.
Les rames Regio 2N sont longues de 110 m, à deux niveaux, avec 582 places assises par rame, soit 1164 à 1 746 places assises et 2080 à 3 120 au total par train, respectivement en UM2 et en UM3, pour une longueur totale de 220 à 330 m. Ces rames offrent aux voyageurs un nombre maximal de places assises, compte tenu de temps de trajets importants pouvant aller jusqu'à 1 h 30 (dont une demi-heure sans arrêt entre Paris et Melun). En revanche, contrairement aux versions TER, le parc Transilien est dépourvu de toilettes,, ce qui provoque d'ailleurs de vives réactions de la part des usagers réguliers de la ligne ; certains usagers vont jusqu'à interpeller la présidente du conseil régional, Valérie Pécresse, à ce sujet.
L'investissement représente au total plus de 900 millions d’euros, montant comprenant également celui de la commande de quarante-trois rames Francilien pour les lignes H, K et L du réseau Transilien. Il est financé à parts égales par le STIF et par la SNCF dans le cadre du contrat STIF/SNCF. Les 42 premiers exemplaires ont été commandés en décembre 2014 pour un montant de 397 millions d'euros, avec la livraison des premiers éléments prévu en septembre 2017 et l'équipement complet de la ligne fin 2018.
Les défaillances nombreuses des 32 rames alors livrées en janvier 2019 feront néanmoins suspendre la livraison des dernières rames, qui ne reprendra que 2 mois plus tard.

### Réorganisation de la desserte commune avec TER Bourgogne-Franche-Comté
Depuis 2024, les trains Transilien R de la branche Paris - Melun - Montereau circulant jusqu'à la gare de Laroche - Migennes en tant que TER Bourgogne-Franche-Comté sont coupés en deux lignes mises en correspondance en gare de Montereau. La ligne Transilien R reliant Paris à Montereau est ainsi entièrement du ressort d'Île-de-France Mobilités tandis que TER Bourgogne-Franche-Comté exploite une nouvelle ligne desservant tous les arrêts de Montereau à Auxerre, prolongé vers Avallon et Corbigny sur quelques trains à l'aide de huit nouvelles automotrices Régiolis,.

## Lieux desservis

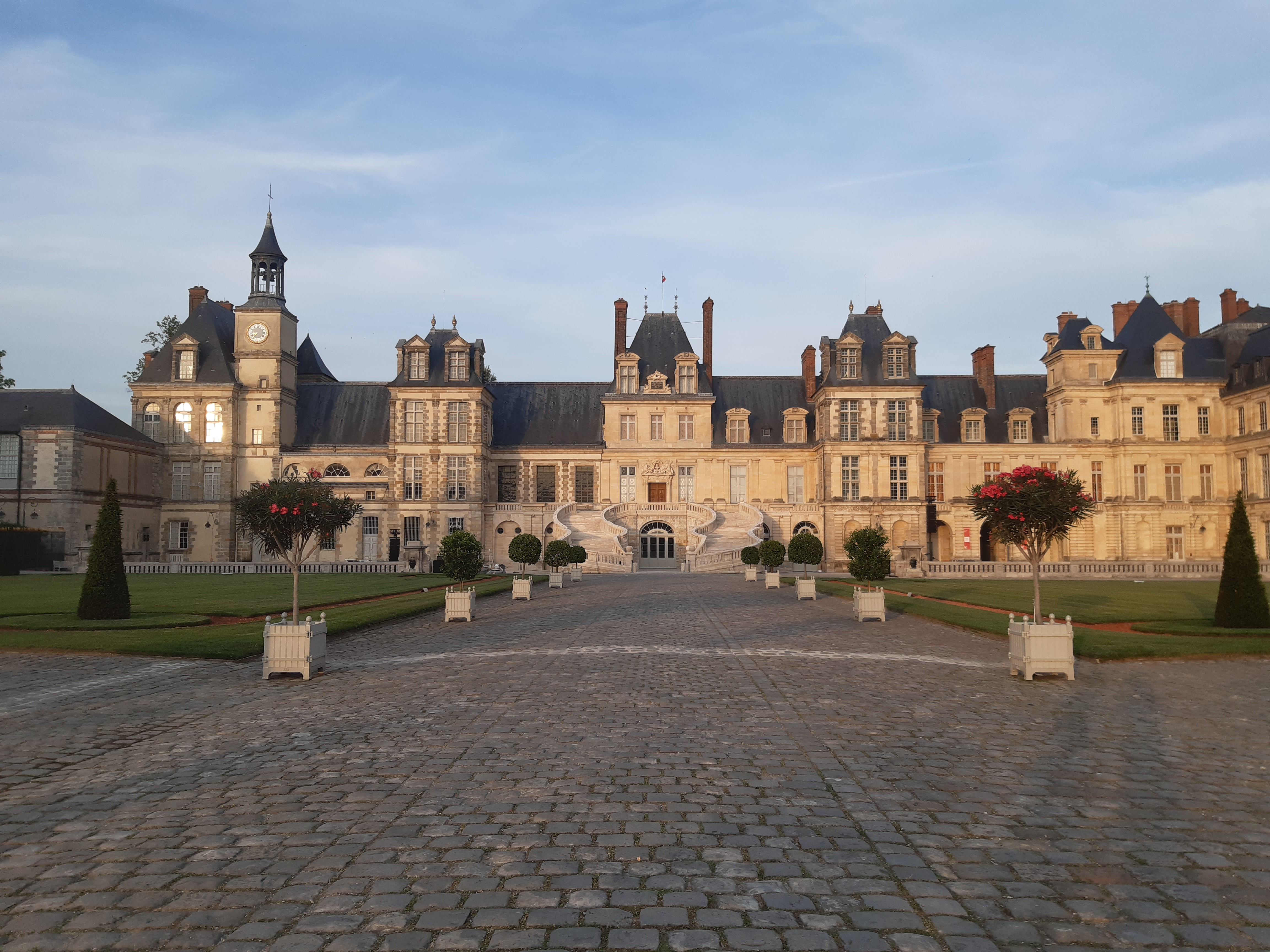
La ligne R dessert le château de Fontainebleau.

La ligne R dessert, du nord au sud, les lieux suivants :
- les bords de la Seine (Gare de Lyon, Vulaines-sur-Seine - Samoreau, Champagne-sur-Seine,Vernou-sur-Seine et La Grande-Paroisse) ;
- le ministère de l'Économie, des Finances et de l'Industrie et le palais omnisports de Paris-Bercy (Gare de Lyon) ;
- la préfecture de Seine-et-Marne (Melun) ;
- le château de Fontainebleau (Fontainebleau-Forêt et Fontainebleau - Avon) .